# Castiglione (Adelsgeschlecht)
Dieser Artikel wurde in der Qualitätssicherung Religion eingetragen. Hilf mit, die inhaltlichen Mängel dieses Artikels zu beseitigen, und beteilige dich an der Diskussion.

Stammwappen des Adelsgeschlechtes Castiglioni

Die Castiglione sind ein altes italienisches Adelsgeschlecht aus der Lombardei, das in Zweigen nach Österreich gekommen ist.

## Name und Ursprung

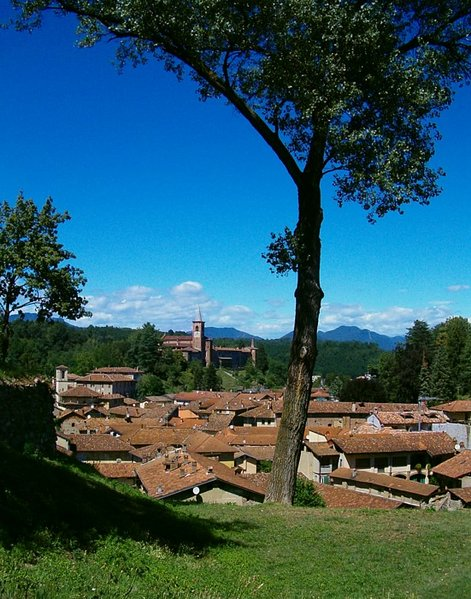
Castiglione Olona

### Ursprung
Spätestens seitdem Mattheus Castilloneus mit „De origine, rebus gentis, ac privilegiis gentis Castilioneae“ (1596) und Antonio Beffa Negrini mit „Elogi historici di alcuni membri della famiglia Castiliona“ (1606) glorifizierende Studien zur Geschichte dieses alten Uradelsgeschlechtes veröffentlicht hatten, ist über den Ursprung der Familie de Castiglione viel spekuliert worden.
Unklarheit herrscht darüber, ob es sich bei den Castiglione um direkte Nachfahren der Grafen von Seprio handelt, die mit Lehen in und bei Castiglione Olona und im Umland von Seprio, nordöstlich von Mailand, versehen wurden.
In der Forschung umstritten ist ebenfalls, ob schon Kaiser Otto der Große die Castiglione zu „capitanei“ (primi milites) ernannt und diese ausgestattet habe oder ob die Familie die in der Grafschaft Seprio auf einem kleinen Hügel oberhalb des Flusses Olona gelegene, dem Adelsgeschlecht den Namen gebende Burg in der Nähe von Varese von der Mailänder Kirche erhalten hatte. Die Capitanei waren in Oberitalien ursprünglich die unmittelbaren Vasallen des Königs (Markgraf und Graf), seit Ende des 11. Jahrhunderts auch die ursprünglichen „vavassores“, so dass seitdem die Capitanei den Freiherren entsprachen.
Im 7. Jahrhundert wurde im Langobardenreich eine autonome Grafschaft mit dem Sitz in Seprio (Castelseprio) gebildet. Sie hatte im 9. und 10. Jahrhundert ihre größte Ausdehnung (in etwa die lombardischen Provinzen Varese und Como, sowie den Schweizer Kanton Tessin) und wurde ab 961 nach dem Salischen Gesetz vererbt. Ab 1044 stand die Grafschaft unter dem Einfluss des Erzbischofs von Mailand, der auch die weltliche Gewalt ausübte und die stärkste geistliche Stütze des Kaisers in Reichsitalien war. Die Residenz der Grafen von Seprio wurde von Castelseprio zunächst nach Venegono, dann nach Mailand und die Reggio Emilia verlegt. Seit Anfang des 12. Jahrhunderts verlor die Grafschaft durch die Errichtung von Immunitäten Gebiete an die Erzbischöfe von Mailand und von Como. Ab dem 12. Jahrhundert erfolgte der Niedergang. Im Vertrag von Reggio (1158) verlor die Grafschaft Seprio ihre nördlichen Besitzungen. Im 13. Jahrhundert wurde das Land in den Machtkampf zwischen den Visconti und den Torriani hineingezogen. Die Castiglione standen zuerst auf der Seite der Torriani, dann unterstützten sie die siegreichen Visconti. 1287 gelangte schließlich die Grafschaft Seprio nach der Zerstörung von Castelseprio direkt unter die Herrschaft der Visconti und gehörte seitdem zum Herzogtum Mailand. 1339 usurpierte Lodviso Visconti den Titel eines „Signore del Seprio“.
Die Castiglione erklärten sich zu den Nachkommen der Grafen von Seprio. Tatsächlich war Guido de Castiglione 1284–1286 Graf von Seprio (Conte de Seprio).

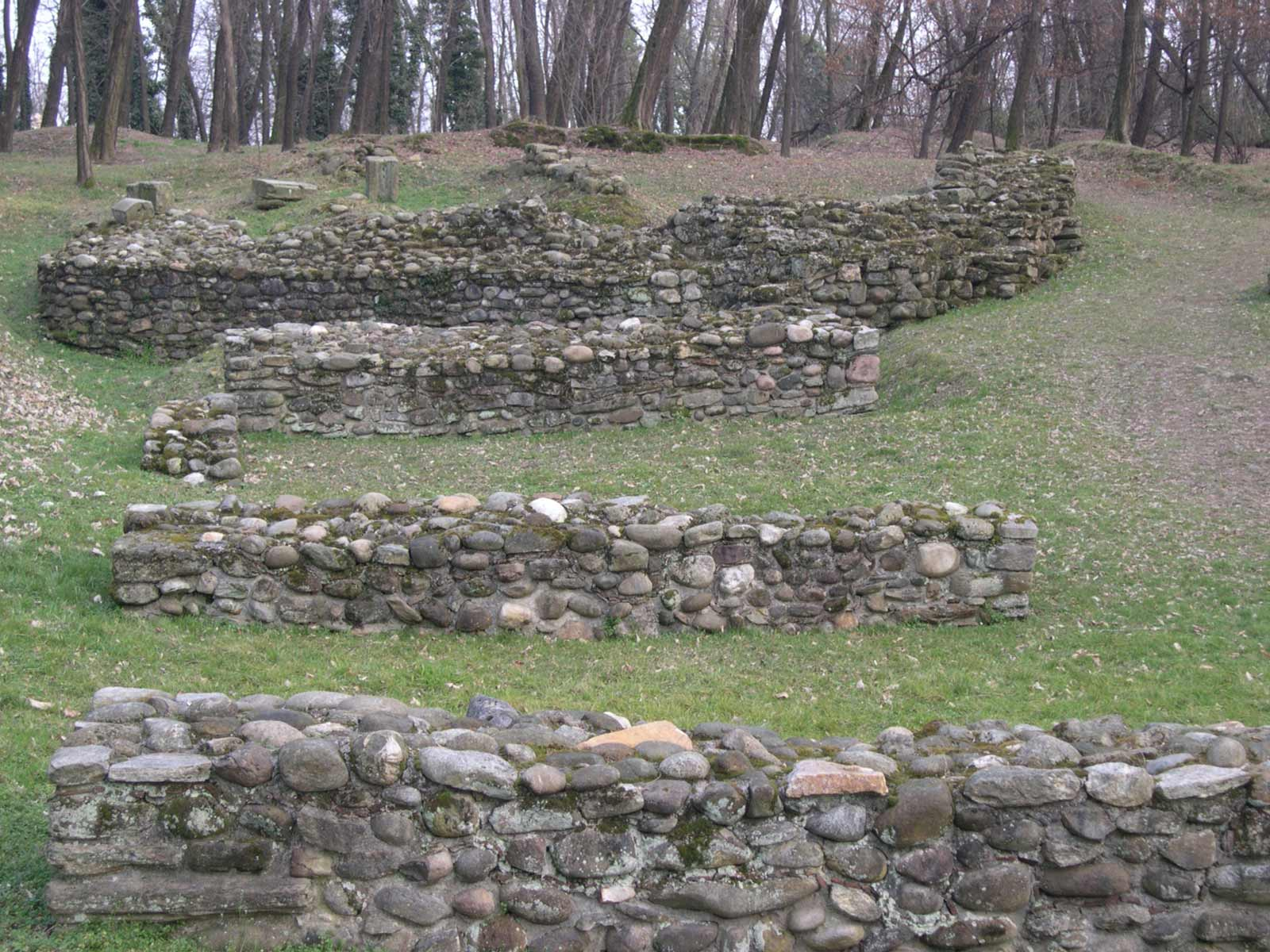
Ruine von Castelseprio
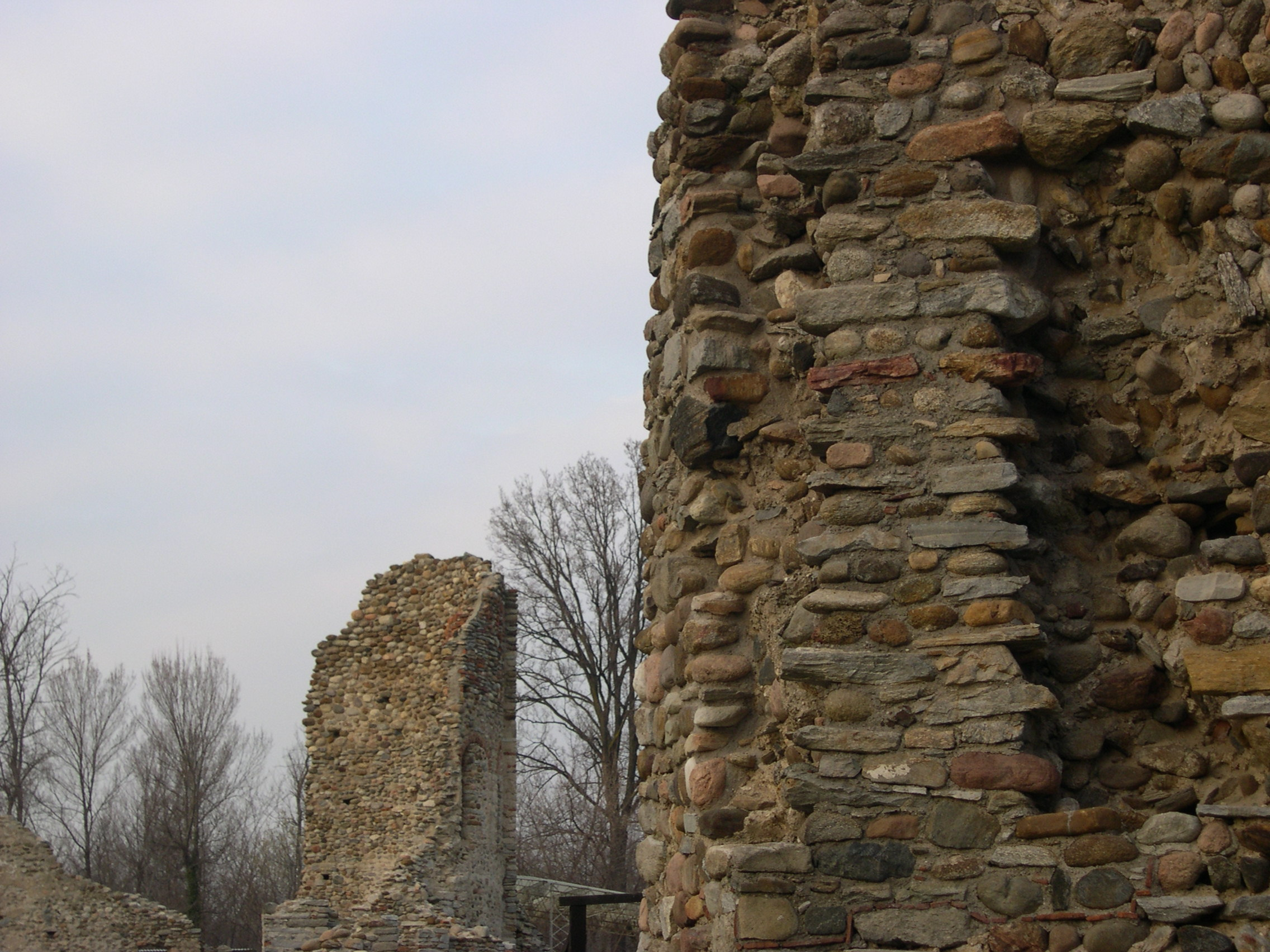
Ruine von Castelseprio
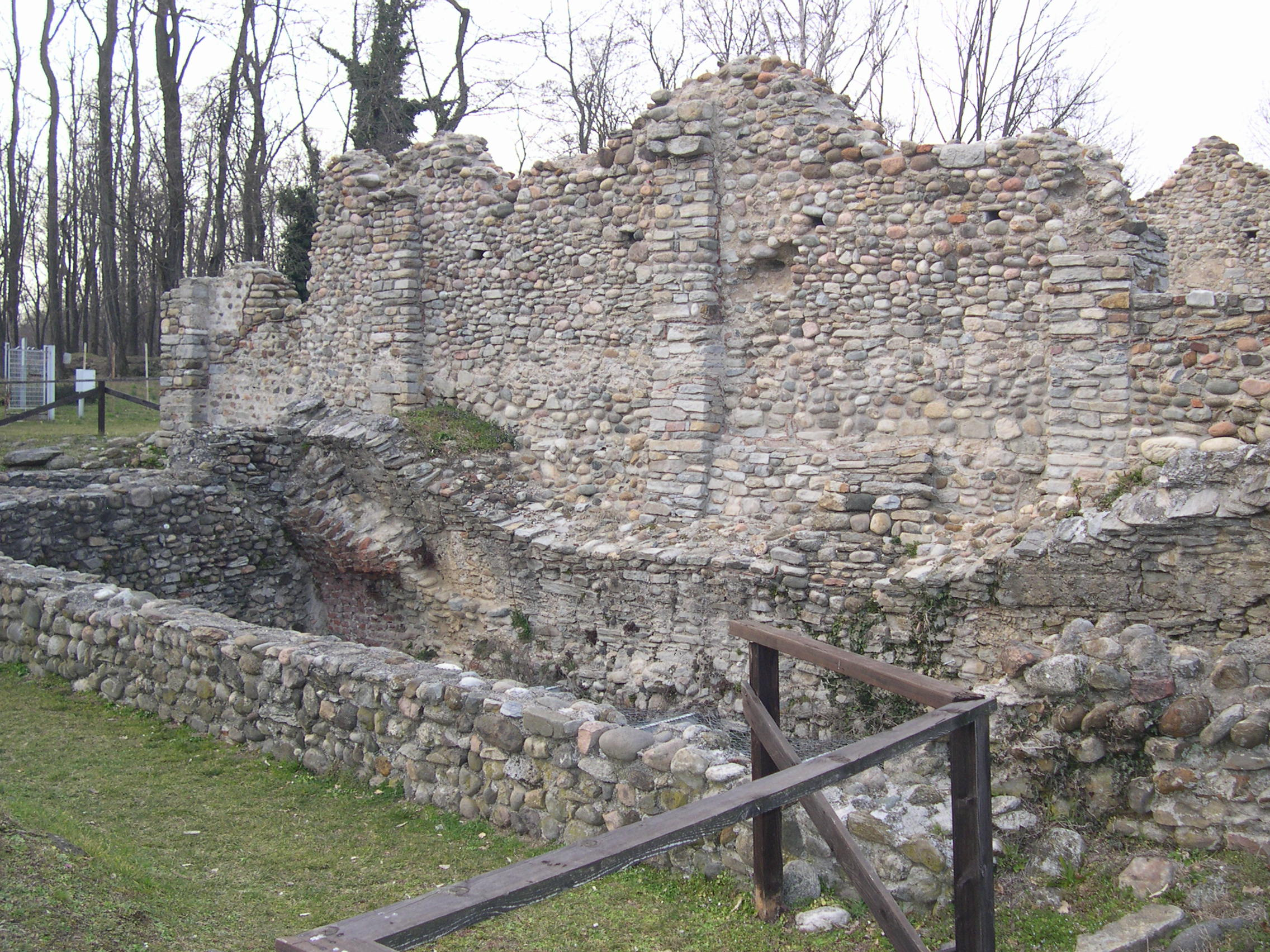
Zisterne des Lagers Castelseprio
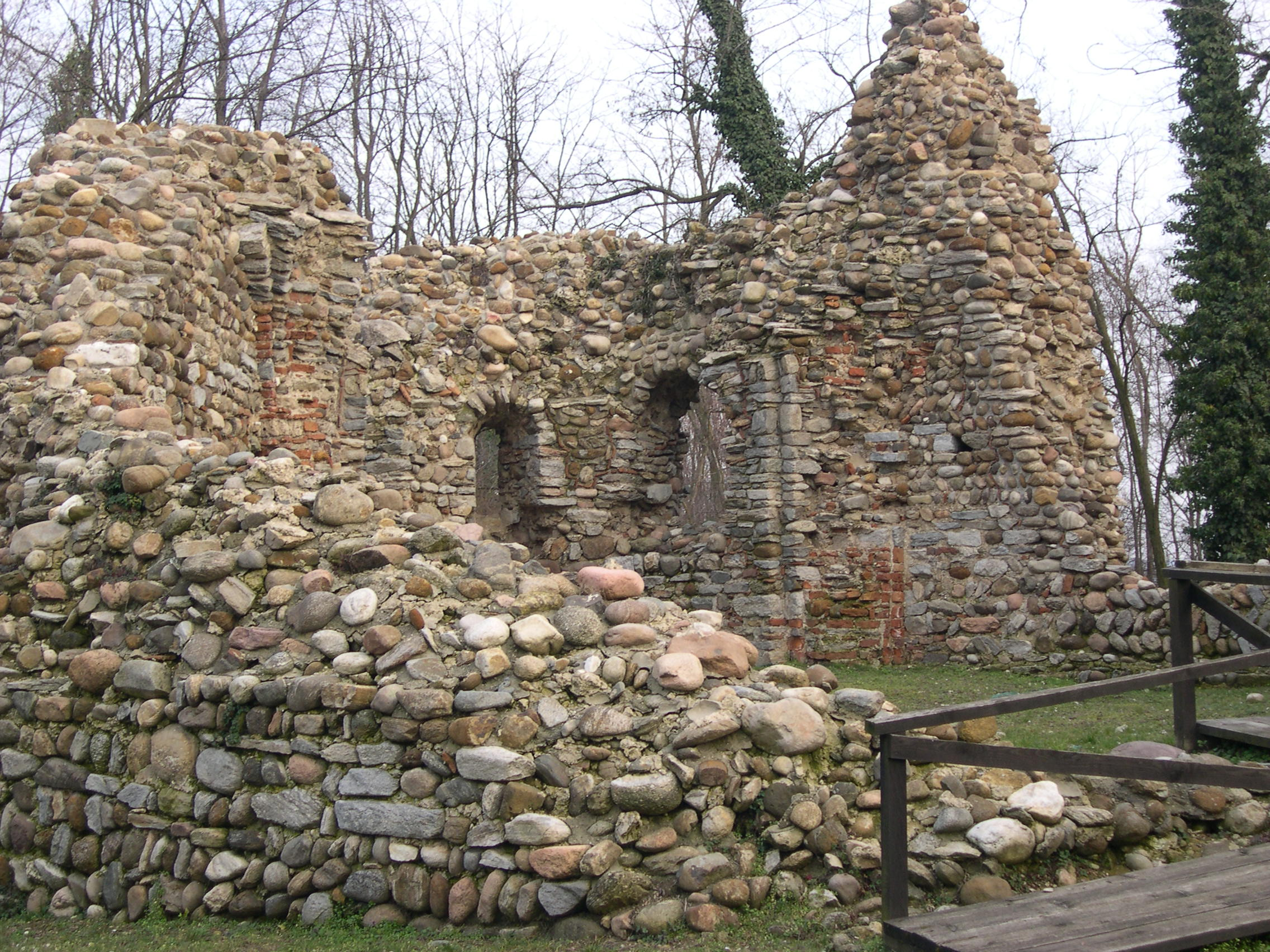
San Paolo im Lager Castelseprio
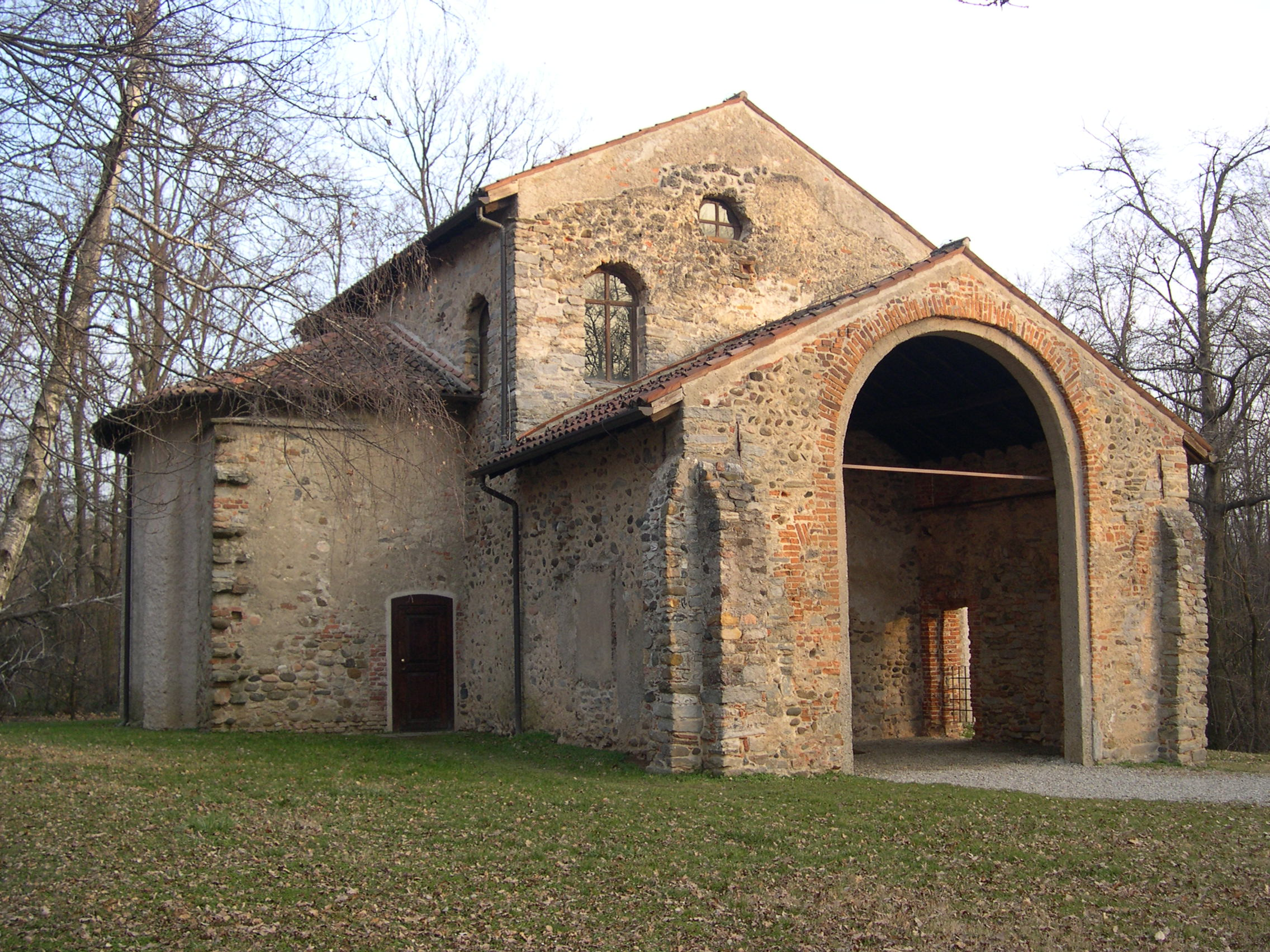
Santa Maria fortis portas bei Castelseprio

Gesichert ist, dass die Castiglione schon um 1000, zumindest seit 1028, umfangreichen Besitz in und um Castiglione Olona unweit von Seprio besaßen. Schon damals war das kopfreiche Adelsgeschlecht im Raum zwischen Mailand und Piacenza verbreitet.
Im 11. Jahrhundert stellten die de Castiglione zwei Erzbischöfe von Mailand: Gotofredo 1072–1075 und Tebaldo 1076–1085. Diese Vertreter des Feudaladels waren geschworene Feinde der Gregorianischen Reform. Im Investiturstreit trat Tebaldo auf die Seite des Kaisers und des von ihm eingesetzten Gegenpapstes. Daher gilt er heute seitens der Amtskirche als „Usurpator“ und „Schismatiker“. Damals gab es in Mailand bürgerkriegsähnliche Auseinandersetzungen. Nachdem die Mailänder Erzbischöfe 1088 wieder in die römische Obödienz zurückgekehrt waren, gewannen sie zwar rasch ihre geistliche Autorität zurück, konnten jedoch nicht mehr ihre frühere politische Vorrangstellung in der Stadt erreichen.

### Name
Bezüglich des Entstehens des die Herkunft bezeichnenden Familiennamens gibt es in der Forschung verschiedene Theorien: Sie reichen von einfachen Ableitungen von castellio, -ionis (Kastell) bis zu einer Zusammenziehung aus „castrum legionis Stilicionis“, dem Lager des spätantiken Reichsfeldherrn Stilicho, der einer Überlieferung zufolge 401 an der Stelle oberhalb der Olona ein „castellum“ errichtet haben soll.
Nach einer anderen Theorie wurde castellum Leonis (castello del leone) vulgarisiert zu Castellioni und bedeutet „Löwenburg“.
Nicht nur die Schreibweisen wechselten (Castiliono, Castilliono, Castiglion, Castiglione, Castiglioni, Castiglion Morelli, Castiglione Morelli, Castiglioni Morelli, Morelli, Maurelli) mit den Präpositionen da / de / di oder auch ohne Präposition. Auch die Wappen variierten geringfügig.

### Stammort

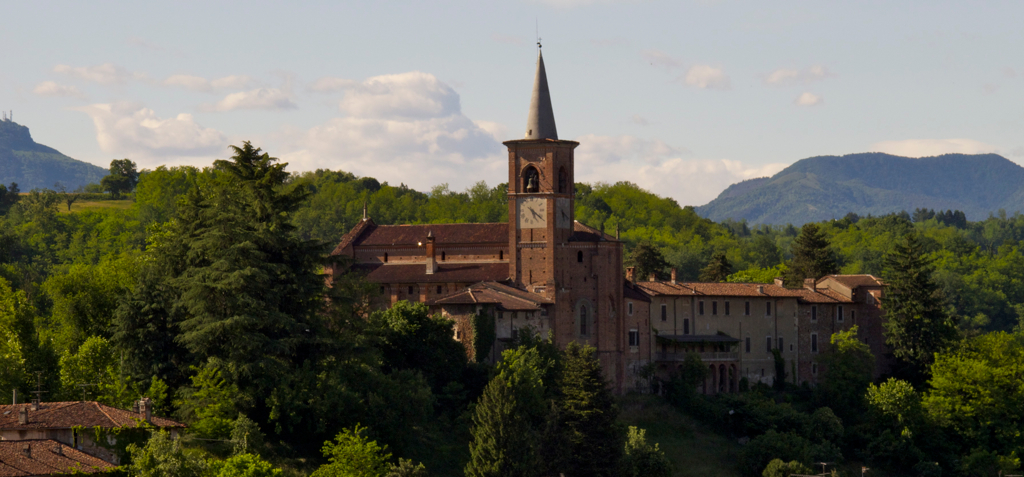
Standort der früheren Burg von Castiglione Olona

Castiglione Olona ist eine Gemeinde mit knapp 8.000 Einwohnern in der Provinz Varese, Lombardei. Sie liegt an dem kleinen Fluss Olona, der auch das 60 km entfernte Mailand durchquert und in den Po mündet.
Der Ursprung von Castiglione stammt gemäß der Legende aus dem Jahr 401 n. Chr., als der römische Generalfeldmarschall Stilicho an der Stelle des späteren Dorfes ein römisches Lager errichtete. Aus diesem Grund glauben viele, dass der Name Castiglione vom lateinischen „castrum legionis“ abgeleitet wird. Später wurde das Land von den Langobarden durchzogen, die im benachbarten Seprio eine Burg errichteten, die das Zentrum einer bedeutenden Grafschaft wurde.
Während des Überganges von der Langobarden- auf die Frankenherrschaft entstand 4 km nördlich von Castelseprio an einem hohen, allein stehenden Hügel der Ort Castiglione Olona: Die Stelle war ideal für die Errichtung einer Burg, die über Furt und Brücke wachen sollte, denn von hier aus konnte man einen beträchtlichen Abschnitt des Flusses Olona überblicken; die Sonnenseite am Fuß des Hügels war hingegen wie geschaffen für die Errichtung eines Dorfes.
Spätestens um 1000 war das Gebiet im Besitz des Adelsgeschlechtes Castiglione. 1028 wird die Ortschaft Castiglione erstmals erwähnt.
1071 wurde die Burg von Candia und Castiglione infolge des Investiturstreits von den Mailändern belagert. Denn Gotofredo da Candia e Castiglione, der Mailänder Erzbischof, war ein getreuer Gefolgsmann des Kaisers. Damals kam es in Mailand zu bürgerkriegsähnlichen Unruhen, wobei der konservative Feudaladel, der gegen die Kirchenreform eingestellt war, Gotofredo unterstützte, während der Papst ihn deswegen als „Usurpator“ bezeichnete. In diesem Jahr wurde ein großer Teil von Mailand von einem riesigen Brand zerstört. Man spricht dabei vom „Feuer von Castiglione“.
1161 wurde Castiglione erneut von den Mailändern belagert. Die Einwohner riefen Kaiser Friedrich I. Barbarossa zur Hilfe, der auch kam, worauf die Belagerung überstürzt abgebrochen wurde. Damals bekämpften die Grafschaft Seprio, Castiglione, Como und Lodi gemeinsam mit dem Kaiser die Hegemoniebestrebungen der Mailänder.
Das begehrte Lehen Castiglione war ein ständiges Streitobjekt der mächtigsten Familien jener Zeit – der Visconti und Torriani, die sich abwechselnd mit den Einwohnern von Castiglione verbündeten. Während der endlosen Kämpfe und Belagerungen im 13. und 14. Jahrhundert verlor die Burg Castiglione viel von ihrer strategischen und militärischen Bedeutung. Noch heute erinnern die Überreste der Festung und der alten Stadtmauer der Kleinstadt an die wechselvollen Ereignisse der damaligen Zeit, die von Gefechten und politischen Intrigen geprägt war.
Kardinal Branda Castiglione wandelte das Dorf, wo er ab 1423 seinen Lebensabend verbrachte, durch zahlreiche Bauten in eine nach humanistischen Prinzipien geplanten und umgestalteten Renaissance-Stadt um. Mit der Errichtung der Stiftskirche auf den Ruinen der Burg 1443 vollzog sich ein Wandel von gewaltsamen Auseinandersetzungen hin zur Spiritualität. Es sollte eine Art idealer Zitadelle errichtet werden, die auf künstlerische und innovative Weise dem Kanon der lombardischen Kultur jener Zeit entsprechen sollte und die dem Menschen eine soziale und kulturelle Aufwertung zuteilwerden lassen werden würde. Toskanische Meister, vor allem der berühmte Masolino da Panicale, unterstützt von Lorenzo di Pietro, genannt Il Vecchietta, und Paolo Schiavo, waren mit der Umsetzung betraut und persönlich von Kardinal Castiglione ausgesucht worden. Das ehrgeizige Projekt wurde in den 1440er Jahren fertiggestellt. Das Stadtbild wird noch heute durch seine Bautätigkeit maßgeblich geprägt.
Bereits im Jahr 1513 wurde die Residenz durch die Mailänder Sforza zerstört, nachdem die Castiglione Partei für König Ludwig XII. von Frankreich ergriffen hatten, als dieser in Mailand einfiel.
Der Palazzo Branda Castiglione im Ortszentrum war Sitz der Castiglione. Kardinal Branda ließ ihn im 15. Jahrhundert erweitern. Heute sind in dem Palazzo ein kleines Museum sowie ein Archiv eingerichtet. Sehenswert sind die früheren Kardinalsräume sowie eine Hauskapelle, die zum Teil mit Fresken von Masolino ausgestattet sind.

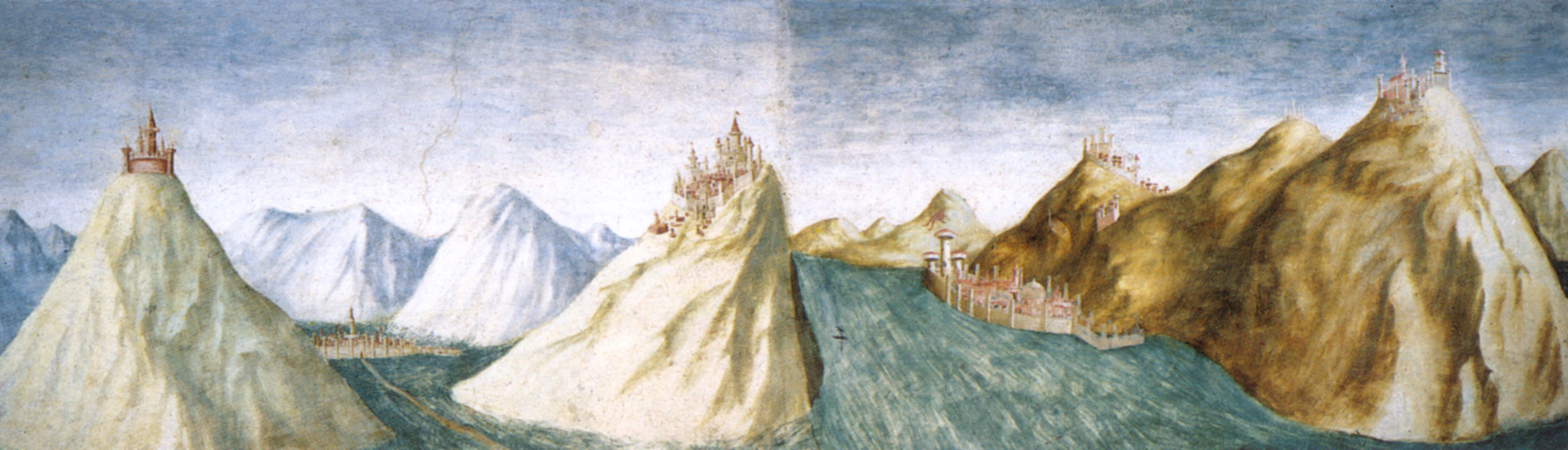
Alte Darstellung von Castiglione Olona (um 1435)
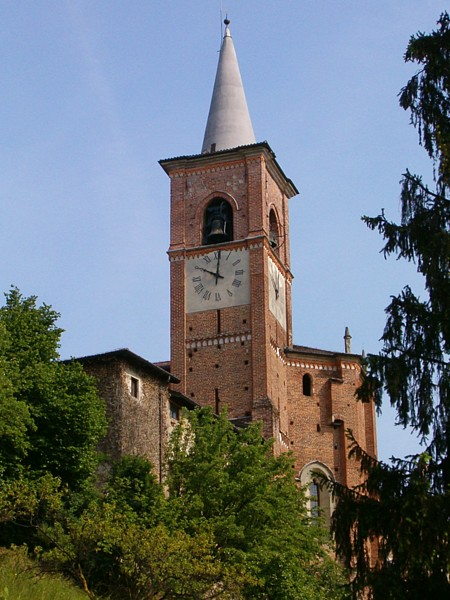
Kirche von Castiglione Olona
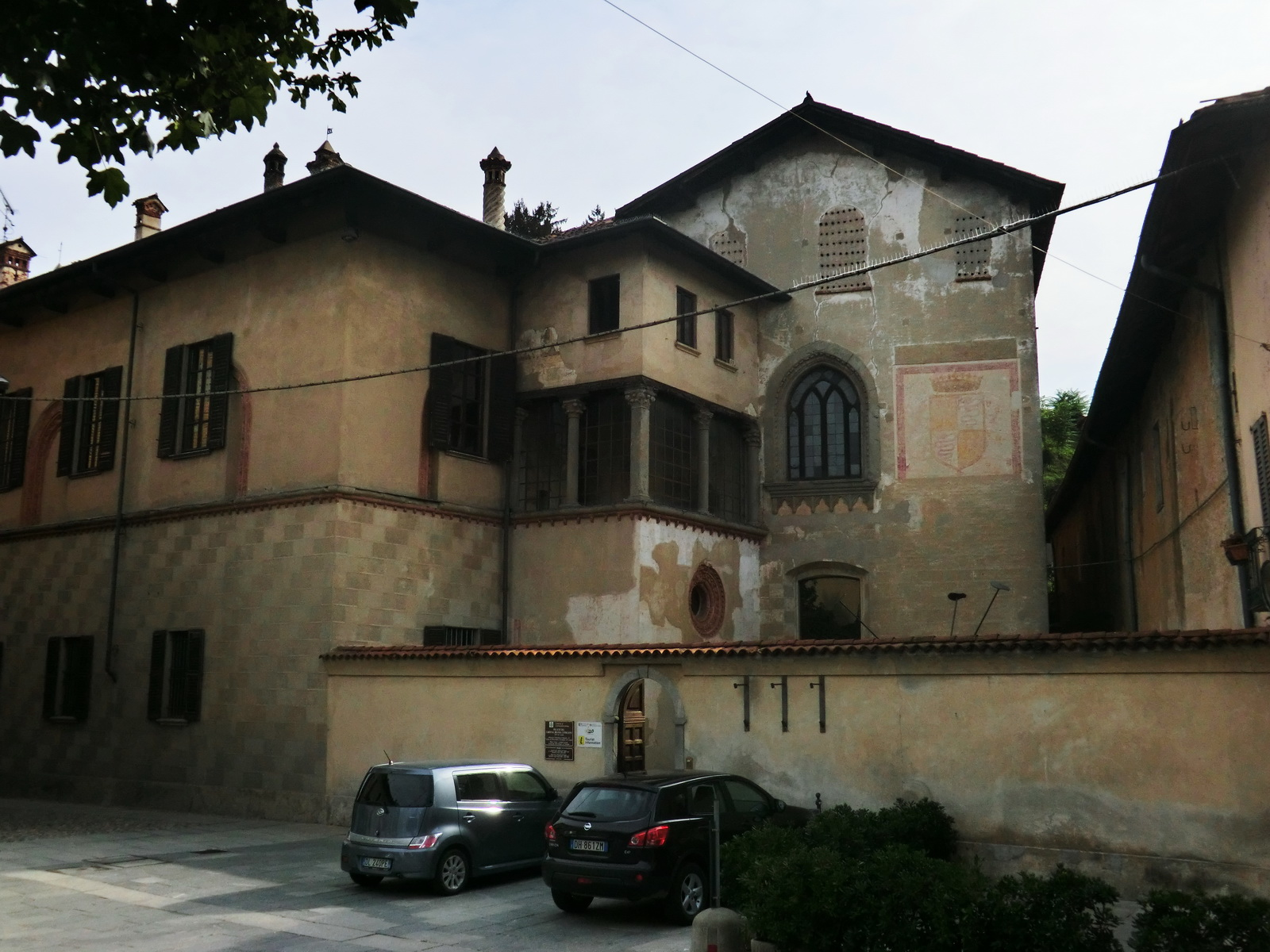
Palazzo von Kardinal Branda
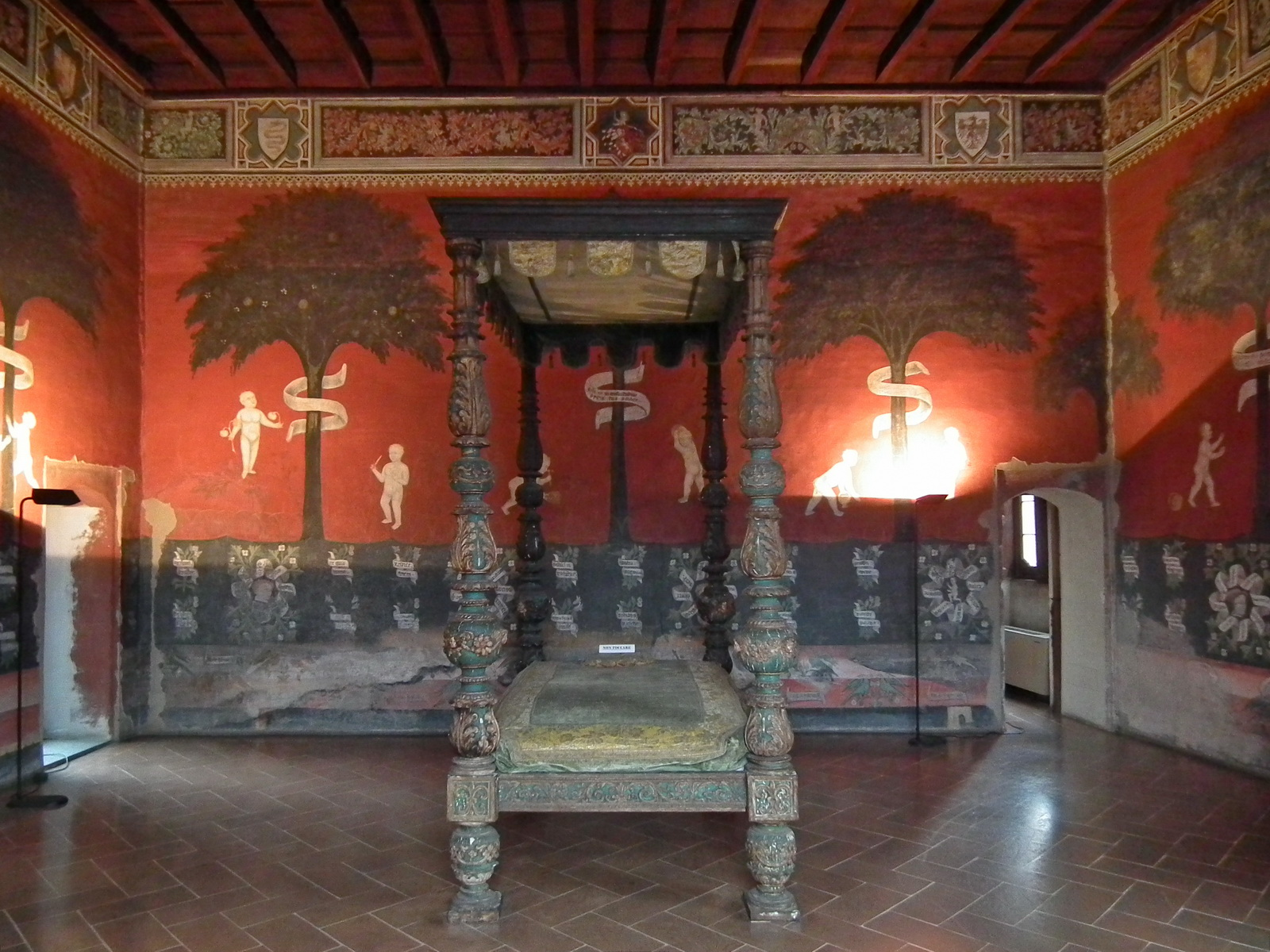
Bett von Kardinal Branda
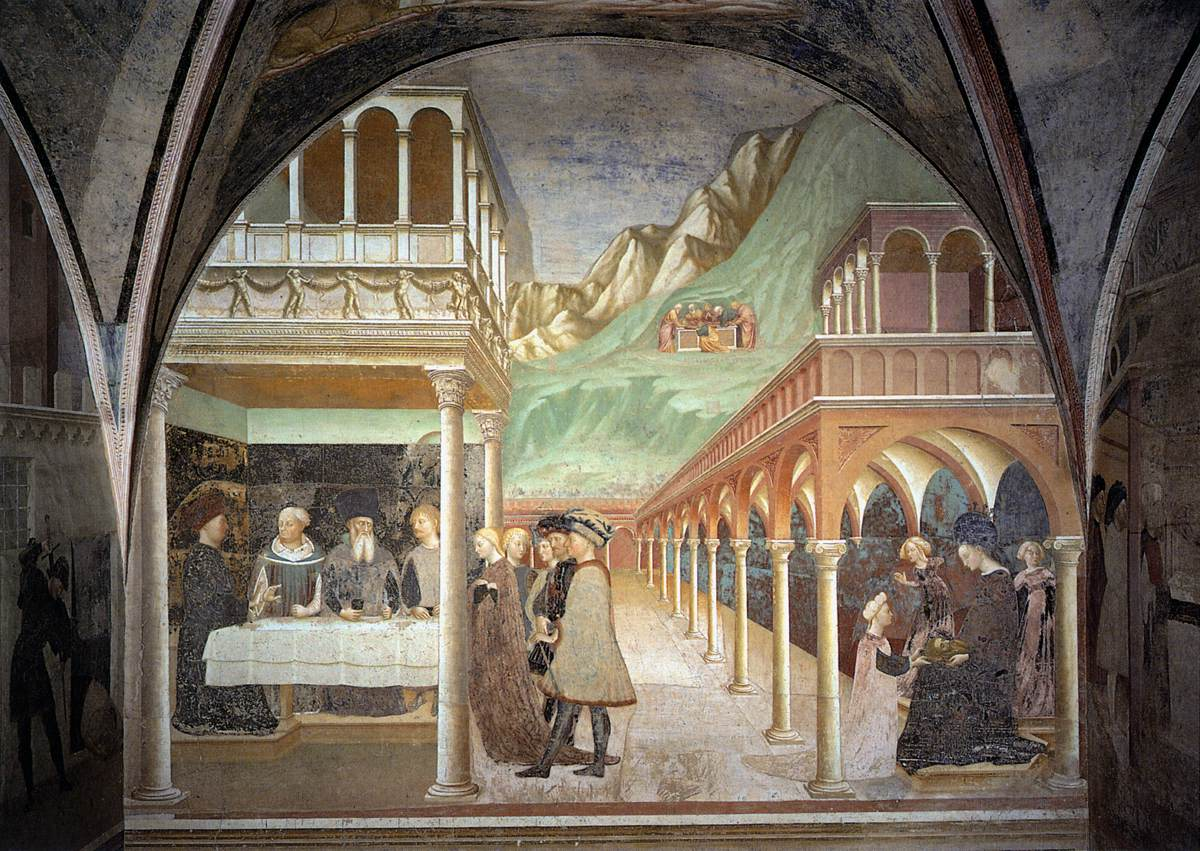
Bankett des Herodes von Masolino im Baptisterium von Castiglione

Auch die anderen adligen Abkömmlinge der Familie Castiglione, die bis zum Aussterben des Familienzweiges Castiglioni di Monteruzzo im 20. Jahrhundert in der Ortschaft lebten, trugen zum Erhalt dieses kostbaren Nachlasses bei.
Der Palazzo der Castiglioni di Monteruzzo aus dem 15. Jahrhundert wurde in den 1970er Jahren auf Initiative des Conde Lodovico Castiglioni Sitz eines Museums für Plastische Kunst (Museo Arte Plastica).

### Familienlegenden

#### Abstammung vom Hause Burgund-Ivrea?
Der Tradition nach war der Begründer des Adelsgeschlechtes Castiglione ein gewisser Corrado, Sohn des deutschstämmigen Grafen Berengar. Berengar II. (900–966) aus dem Haus Burgund-Ivrea war der Sohn des Markgrafen Adalbert I. von Ivrea und von Gisela, Tochter des Unruochingers Berengar I., und damit ein Nachkomme Karls des Großen in kognatischer Linie. Bis 1030 waren die Anskarier, Dynasten burgundischer Herkunft, Markgrafen von Ivrea, einem der vier piemontesischen Dukate der Langobarden.
Dem Haus Burgund-Ivrea gehören an:
- die Markgrafen von Ivrea 879–1030;
- die Grafen von Burgund (Franche-Comté) 995–1184 und (in der Linie Chalon) 1248–1330;
- die Könige von Kastilien und León 1126–1369 (darunter auch der deutsche König Alfons von Kastilien);
- (unter dem Namen Haus Chalon) die Fürsten von Orange 1417–1530;
- eine Bastardlinie der Familie setzte als Haus Trastámara die Linie der Könige von Kastilien und León, später dann auch von Aragonien, Sizilien und Neapel fort.

Der Stammliste des Hauses Burgund-Ivrea kann man die konkreten Verwandtschaftsverhältnisse entnehmen.
Stammvater des Hauses Burgund-Ivrea war Berengars Urgroßvater Amadeus († nach 827), ein salfränkischer Adliger mit Besitz bei Langres. Dessen Sohn Anskar (Anscherius) (I.), consaguineus von Markgraf Wido von Spoleto (Widonen), ging 888 von Burgund nach Italien, wo er 888/891 Markgraf von Ivrea im heutigen Piemont wurde.
898/902 folgte Anskars Sohn Adalbert I. als Markgraf.
925 folgte nach Adalberts Tod dessen Sohn Berengar als Markgraf von Ivrea nach. Von 950 bis 961 war er König von Italien. Sein dritter Sohn Corrado, Cono, Cunrad oder Konrad († 1001) war von 957 bis 961 Graf von Mailand, wurde 965 der siebte Markgraf von Ivrea und war von 996 bis zu seinem Tode auch Herzog von Spoleto und Camerino.
Aber diese überlieferte Abstammung des Adelsgeschlechtes von Candia und Castiglione vom Hause Burgund-Ivrea ist historisch nicht gesichert. Die Genealogie kennt offiziell keinen legitimen Sohn von Corrado, aber es kann durchaus sein, dass ein illegitimer Sohn existiert hätte und den Mannesstamm fortgesetzt haben könnte.
Die Abstammung von Berengar und Corrado ist nicht im Hinblick auf das Wissen einer Verwandtschaftsgruppe Burgund-Ivrea behauptet worden. Den Autoren, die dies taten, war unbekannt, dass die Markgrafen von Ivrea eines Mannesstammes mit den späteren Königen von Kastilien sind. Einen gemeinsamen Nachnamen haben diese Familien nicht gehabt. Spaltete sich nämlich ein Adelsgeschlecht schon vor dem Ersten Kreuzzug, brauchten weder Wappen, noch Familienname identisch zu sein. Der Name „Haus Burgund-Ivrea“ ist erst viel später von den Historikern eingeführt worden. Über die Ehe des Marchese Castiglion Morelli di Vallelonga mit der Herzogstochter Tuttavilla stammen deren gemeinsame Nachkommen direkt – wenn auch nicht in reiner männlichen Linie – von Kaiser Karl V. (und damit folglich von allen seinen Vorfahren) ab. Damit ist eine kognatische direkte Abstammung von Berengar II. erwiesen, wenn auch nicht über Corrado, sondern über seine Schwester.

#### Gemeinsame Abstammung mit den Chatillon?
Auch dachte man aufgrund des nahezu identischen Namens an einen gemeinsamen Ursprung mit der französischen Adelsfamilie Châtillon, was sich nicht bestätigen, aber auch nicht gänzlich widerlegen ließ.
Stammsitz des Hauses Châtillon war die Herrschaft Châtillon um den Ort Châtillon-sur-Marne südwestlich von Reims, wo sie auch in der ersten Zeit eine wichtige Rolle mit dem Titel des Vidame de Reims spielten. Die Châtillon erlangte wie kaum eine andere – außer den Kapetingern – durch verwandtschaftliche Beziehungen und Erbschaften Besitz. Dadurch spielte sie im Mittelalter eine herausragende Rolle, ohne jemals eine wirklich dauerhafte Stellung zu erlangen, da die erworbenen Güter und Titel immer wieder auf gleiche Weise verloren gingen, wie sie erlangt worden waren.
Das französische Adelsgeschlecht Chatillon besaß:
- das Fürstentum Antiochia (1153–1160),
- die Herrschaft Transjordanien (1175–1187),
- die Grafschaft Saint-Pol (1205–1360),
- die Grafschaft Blois (1231–1391),
- die Grafschaft Chartres (1269–1286),
- das Herzogtum Bretagne (1345–1364),
- die Grafschaft Soissons (1350–1391) mit Beaumont und Chimay,
- das Herzogtum Geldern (1372–1379, zum Teil),
- die Vizegrafschaft Limoges (1384–1481),
- die Grafschaft Penthièvre (1384–1485).

Odo de Chatillon war als Urban II. Papst (1088–1099). Er rief am 27. November 1095 zum Ersten Kreuzzug auf. Urban wurde am 14. Juli 1881 von Leo XIII. seliggesprochen.
Der heilige Bernhard von Clairvaux (um 1090–1153) entstammte der Familie der Herren von Châtillon-sur-Seine. Sein Vater Tescelin de Fontaine war Vasall des Herzogs von Burgund und saß auf der Burg von Fontaine-lès-Dijon. Bernhard von Clairvaux wurde im Jahre 1174 heiliggesprochen. Im Jahr 1830 wurde er von Papst Pius VIII. zum Kirchenlehrer ernannt. Dieser Papst gehörte dem Adelsgeschlecht Castiglione an und war ein Gegner des Nepotismus. Infolge des Hinweises, der heilige Bernhard gehöre derselben Familie wie der Papst an, da die Chatillon in Frankreich und die Castiglioni in Italien nur verschiedene Zweige desselben „erlauchten Hauses“ seien, zögerte er, die vorgesehene Erhebung zum Kirchenlehrer zu vollziehen, verfügte sie dann aber doch.
Jean II. de Chatillon war Graf von Blois und Dunois, Herr von Avesnes, sowie von Schoonhoven und Gouda. Im Jahr 1372 heiratete er Mechtild von Geldern, die Tochter des Herzogs Reinald II. von Geldern und wurde dadurch in den geldrischen Erbfolgestreit verstrickt. Da es für Mathilde vor darum ging, die kaiserliche Belehnung für Geldern zu erhalten, diese aber einer alleinstehenden Frau voraussichtlich schwerlich zuteilwurde, so musste sie sich zu einer dritten Heirat entschließen. Ihre Wahl fiel auf Jean de Chatillon, dem Besitzer großer Herrschaften und Besitzungen in Holland und Zeeland. So hatte Jean nun eine Frau und einen Krieg. Seit seiner Heirat nannte er sich sofort Herzog von Geldern und Graf von Zutphen. Aber sein Konkurrent, der Herzog von Jülich, hatte den Bruder des Kaisers gefangen genommen und die Belehnung seines Sohnes mit Geldern ertrotzen können (1377). Schließlich musste Mechtild am 24. März 1379 allen ihren herzöglichen und gräflichen Ansprüchen entsagen. Der Traum der Chatillon, Reichsfürsten zu werden, war somit ausgeträumt.
Eine moderne Geschichte dieser Familie fehlt bislang; man ist auf eine genealogische Darstellung angewiesen, die der Geschichtsschreiber André Du Chesne zu Beginn des 17. Jahrhunderts drucken ließ. Nach einer Legende soll das Haus Châtillon von einem Hervé (Heriveus) abstammen, Neffe von Heriveus, der 900 Erzbischof von Reims und Erzkanzler König Karls des Einfältigen wurde, nachdem er vorher Kanzler Odos gewesen war; als Neffe von Hucboldus, Enkel Ludwigs des Frommen und Schwager König Berengars, war Heriveus mit den Karolingern verwandt. Es war Heriveus, der auf erzbischöflichem Land die Burg Châtillon-sur-Marne erbaute. Ob dies aber 925 erfolgte, ist fraglich. Das Haus Châtillon bietet wohl das beste Beispiel für den Aufstieg einer Familie von ursprünglich Ministerialen, die, eng mit einer Burg verbunden, dank geschickter Heiratspolitik und offensichtlich persönlicher Fähigkeiten zu einem der großen europäischen Fürstenhäuser wurden, das selbst mit den Königen verschwägert war.
Im Jahre 1762 erlosch die Familie Chatillon vollständig.
Don Fabricio Castiglione Morelli bezeichnete in seinem Werk über die Patriziergeschlechter von Cosenza (1713) sein Geschlecht abstammend von den Fürsten von Antiochia, worauf er auf den Kreuzritter Rainald von Chatillon (1153–1160 Fürst von Antiochia) anspielte: „D. Fabricio Castiglione Morelli, Patricio Consentino, Genere Mediolanensi, ex Principius Antiochenis“. Rainald kam im Zweiten Kreuzzug als französischer Ritter in das Königreich Jerusalem. 1153 heiratete er die verwitwete Fürstin Konstanze und wurde so zum Fürsten von Antiochia. Am 23. November 1160 wurden in Kommi die Truppen Rainalds auf einem Raubzug in die Flucht geschlagen, er selbst gefangen genommen und in Ketten nach Aleppo gebracht. Rainald wurde erst 1176 freigelassen und kehrte nicht wieder nach Antiochia zurück. Über seinen Schwiegersohn Azzo V. d’Este († 1193) stammen in direkter kognatischer Linie die Castiglione Morelli ab.
Durch die Heirat der Artemisia Tuttavilla mit Lelio Castiglione Morelli Marchese di Vallelongo stammen die Castiglion Morelli zumindest kognatisch von den Châtillon ab – und zwar über Mahaut de Chatillon (1293–1358), Tochter des Grafen Guy von Saint-Pol († 1317), und ihrem Mann Graf Karl I. von Valois (1270–1325), Sohn von König Philipp III. von Frankreich.

### Ersterwähnung und Verbreitung

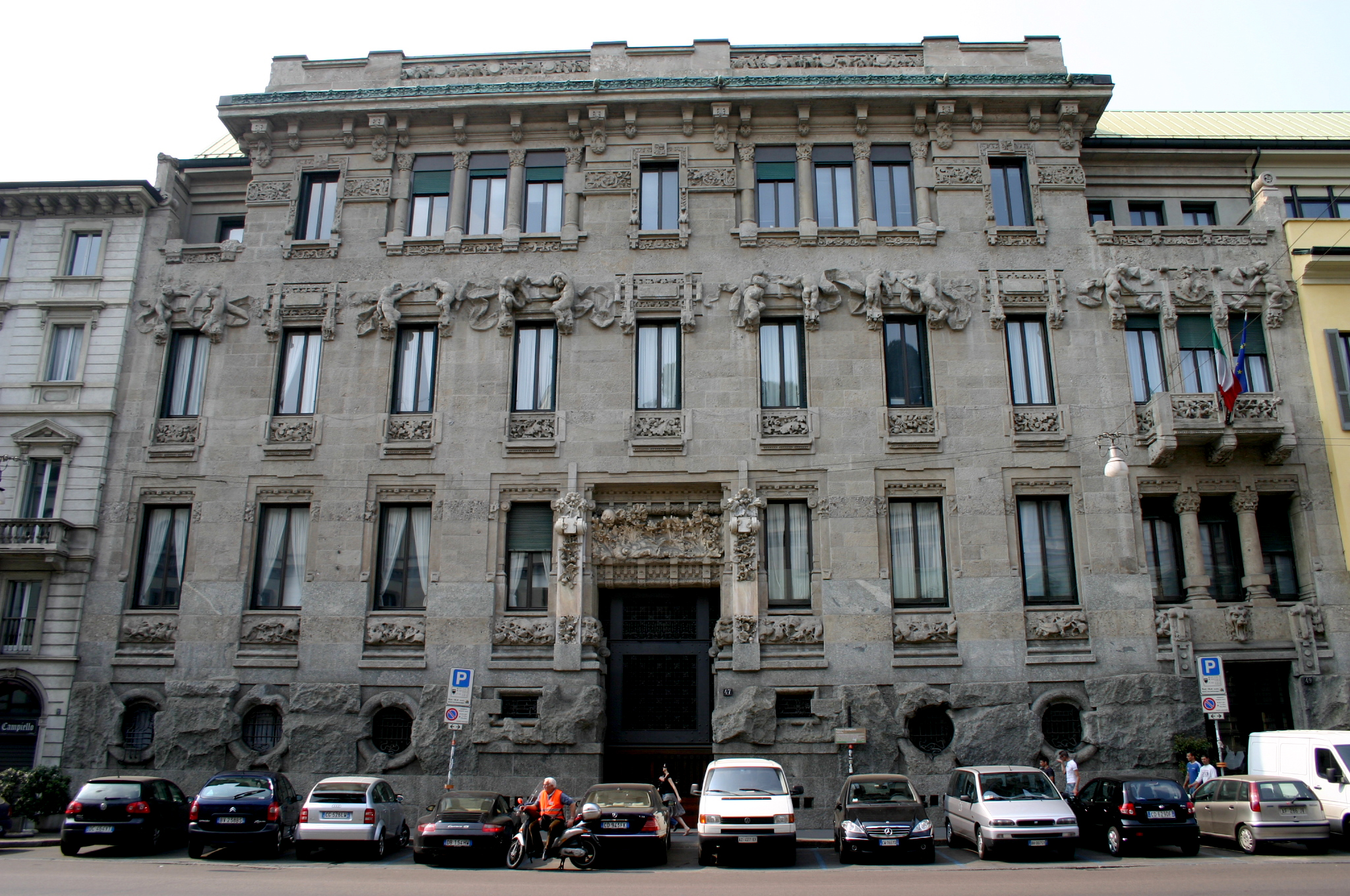
Palazzo Castiglioni in Mailand

Die Ersterwähnung des lombardischen Uradelsgeschlechtes Castiglione geschah 987 mit Guido di Castiglione aus Castiglione Olona bei Varese in der alten Grafschaft Seprio. Guido war der Sohn des Langobarden Palcheterio. Die Familie besaß Feudalbesitz im Veltlinatal.
Seit Ende des 10. Jahrhunderts waren sie Mailänder Patrizier. Am 20. April 1277 wurden sie dort in die „Matricula Nobilium“ aufgenommen.
Die sichere Stammreihe beginnt mit Guido Castiglione, dessen Sohn Corrado 1277 in die „Matricula Nobilium“ von Mailand aufgenommen wurde.
Das Adelsgeschlecht Castiglione breitete sich über mehrere Regionen Italiens aus und unterteilte sich in mehrere Linien (s. u.). Sie gehörten jeweils dem Stadtadel an, waren Patrizier. Bei einigen Zweigen des Geschlechts fand später eine Standeserhöhung statt: Marchese, Conte, Conte Palatino, Graf, Baron. Durch die Erwerbungen von Feudalbesitzungen in Süditalien gelangten sie in den Besitz von Grafschaften und Baronien. Sie waren Feudalherren, Politiker, Diplomaten, Räte, Patrizier, Bürgermeister, Offiziere, Professoren, Äbte, Kardinäle, Bischöfe, Erzbischöfe und sogar Päpste.
In Castiglione delle Stiviere übte später eine Nebenlinie des Hauses Gonzaga (Herzöge von Mantua) die Fürstengewalt aus („Principe di Castiglione e di Solferino“). Mit den Gonzaga gab es mehrere eheliche Verbindungen. So war z. B. die Mutter von Baldassare Castiglione eine Gonzaga.

### Politische Einstellung
Die Familie war stets kaisertreu. Die Castiglione begannen ihre Laufbahn als Adelige, die direkt dem König unterstanden. Die Erzbischöfe von Mailand aus der Familie stellten sich im Investiturstreit auf die Seite des Kaisers. Während der Bürgerkriege gehörte man zu den Ghibellinen. Später unterstützte man aktiv die Habsburger. Zur Belohnung durfte man im Wappen den gekrönten Doppeladler, Reichsschwert und Zepter führen (s. u. Wappen). Auch die beiden Päpste der Familie galten als Personen, die nicht zur Konfrontation mit dem Kaisertum neigten. Noch 1859 verhinderte ein Graf Castiglione als österreichischer Oberkommandant von Tirol, dass die Italiener nach ihrem Sieg bei Solferino 1859 Südtirol nehmen konnten.

## Wappen
Stammwappen: In Rot ein schreitender gold-gekrönter silberner Löwe, der mit der rechten Vorderpranke ein von drei goldenen Zinnentürmen überhöhtes goldenes Zinnenkastell mit offenem blauen Tor und blauen Fenstern emporhält; auf dem Helm mit rot-silbernen Decken der Löwe mit dem Kastell wachsend.
Der Löwe symbolisiert Kraft, Stärke und Wachsamkeit, während die weiße Farbe für Glaube und Barmherzigkeit steht. Der rote Schild ist das Symbol für Recht und Rache.

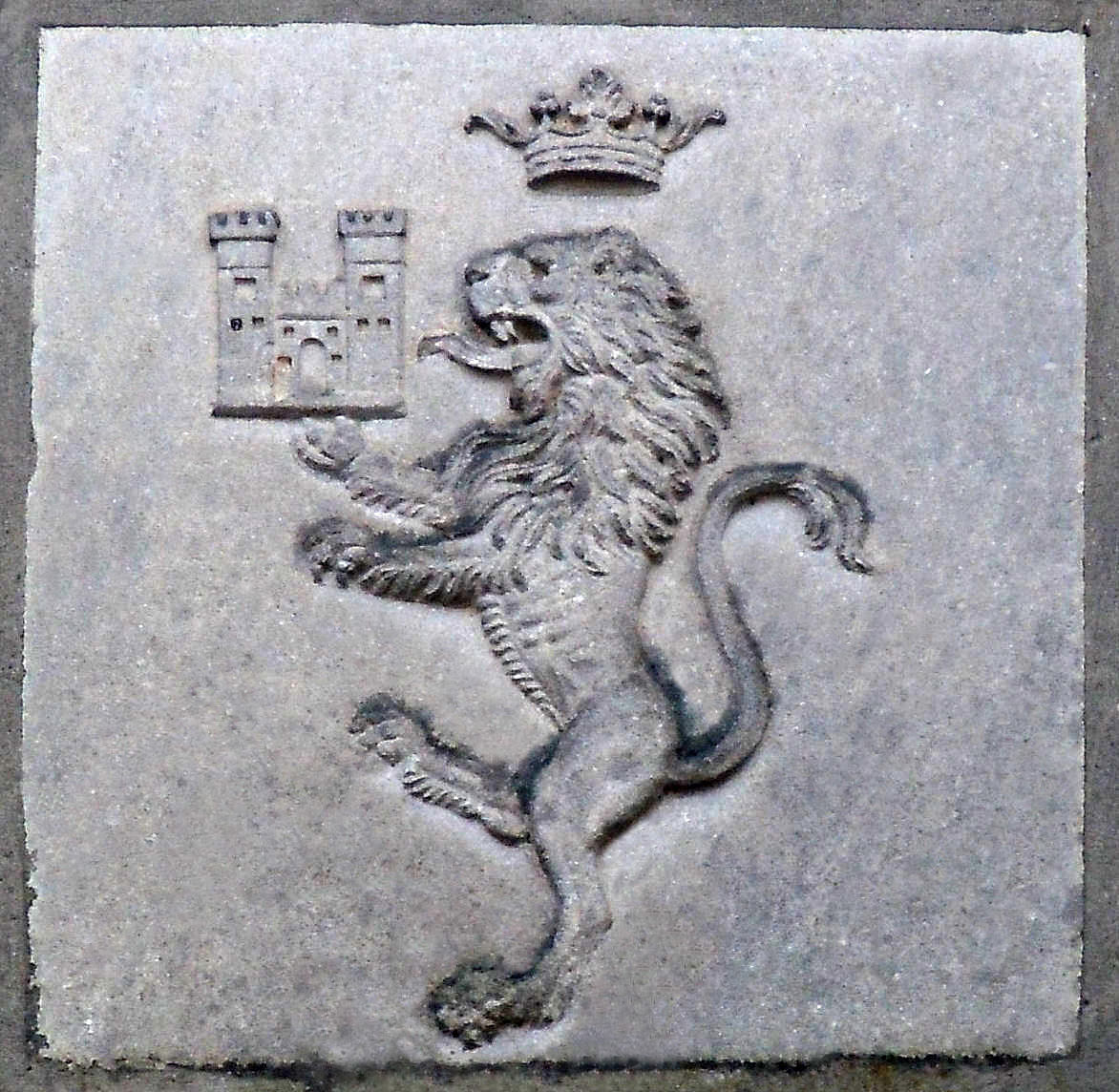
Wappen des Baldassare Castiglione in Casatico
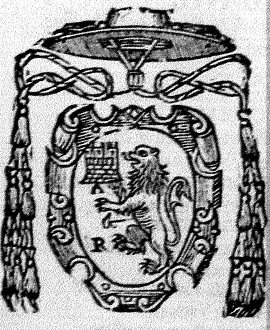
Wappen des Francesco Abbondio Castiglioni
Wappen von Papst Coelestin IV.
Wappen von Papst Pius VIII.
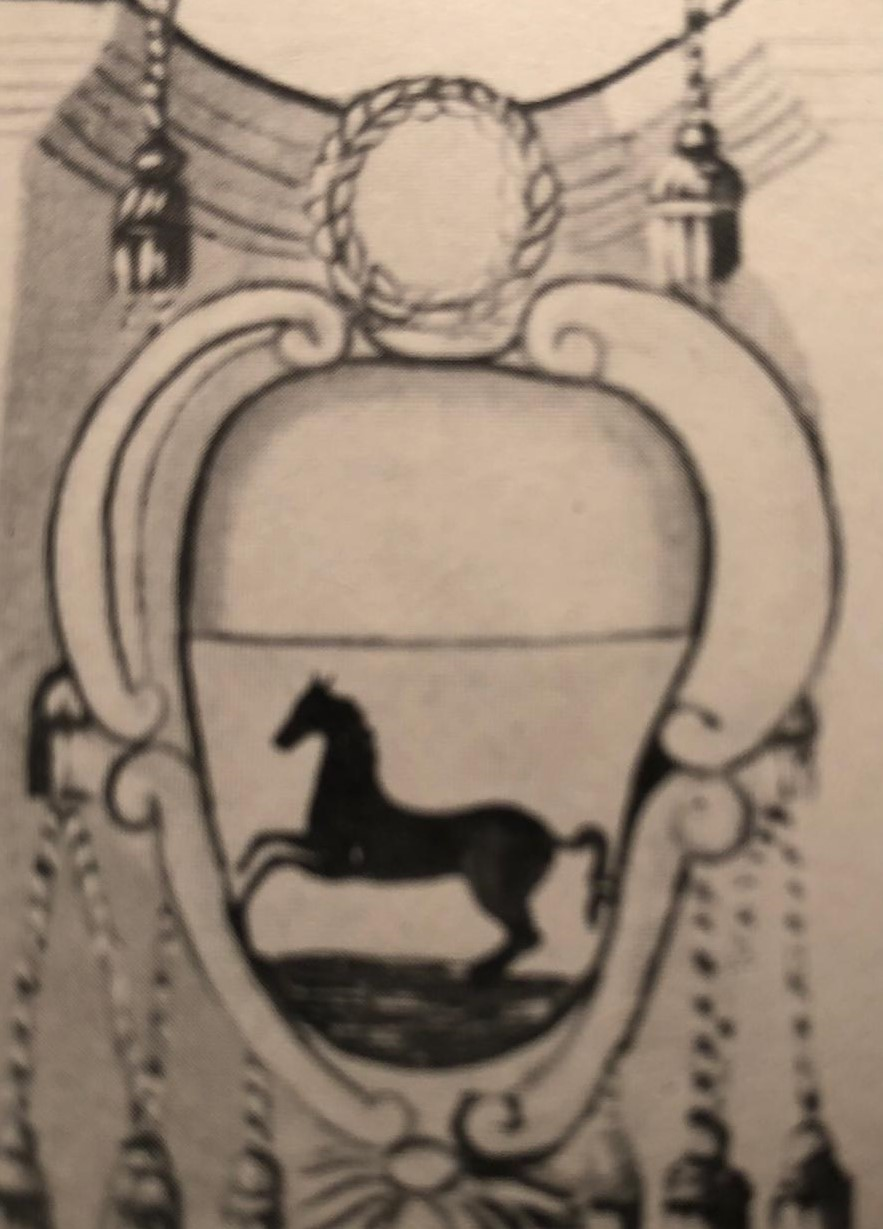
Wappen von Erzbischof Vincenzo Maria Morelli
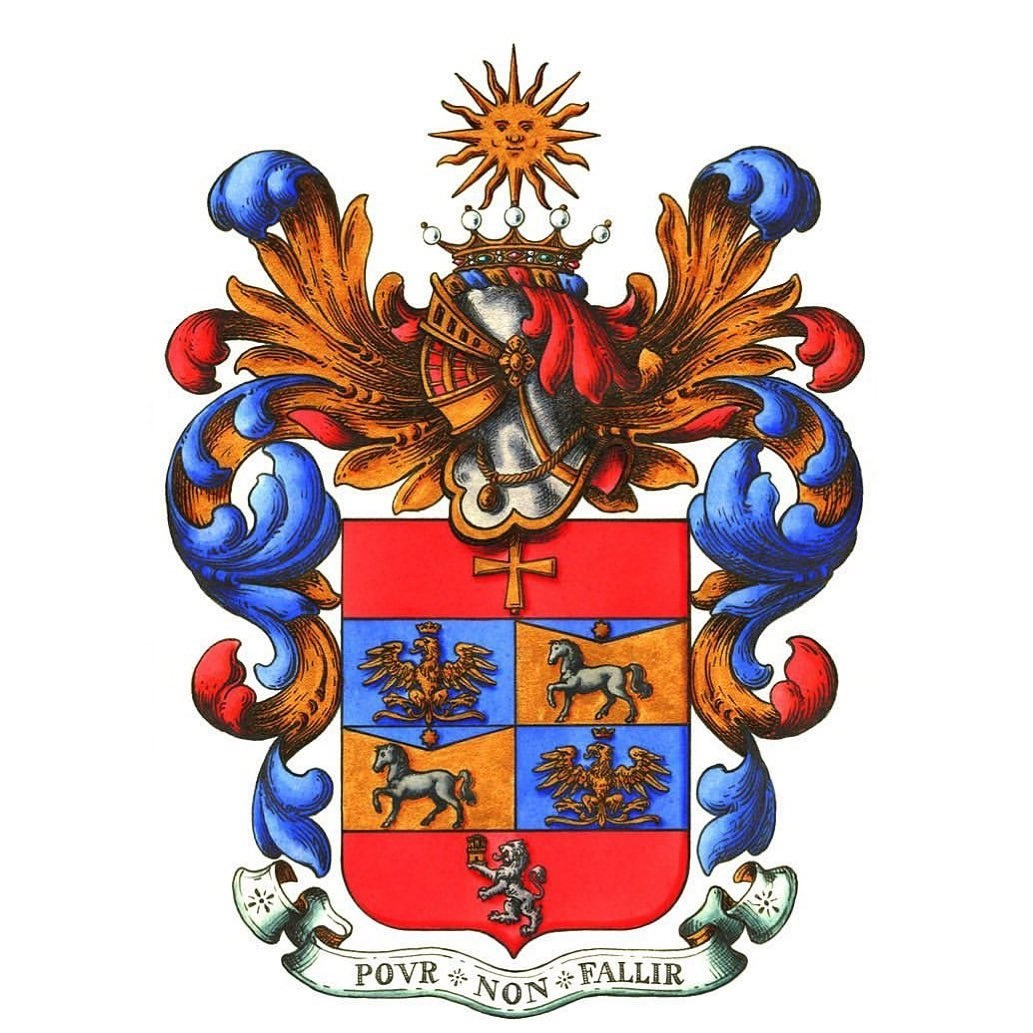
Wappen der Morelli-Linien

### Wappen der Linien in Österreich-Ungarn

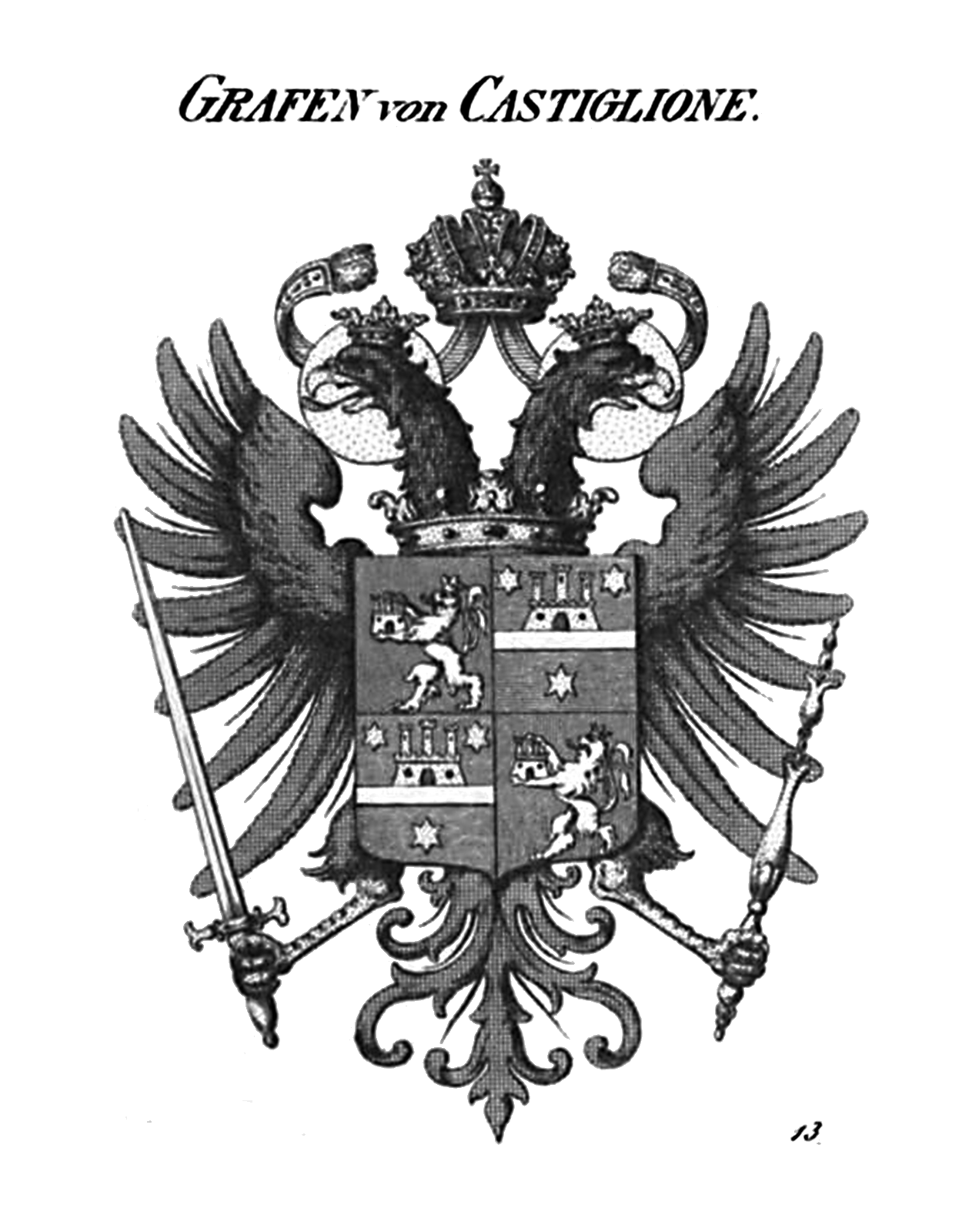
Wappen der österreichischen Linie (Darstellung von Konrad Tyroff)

Geviert, 1 und 4 Stammwappen, 2 und 3 in Blau ein von 3 (2, 1) goldenen Sternen begleitet silberner Balken, auf dem oben ein goldenes Kastell mit 3 Zinnentürmen, rotem Tor und roten Fenstern steht. Der Schild ist mit einer alten königlichen Krone bedeckt und liegt auf der Brust des alten römisch-kaiserlichen, golden bewehrten schwarzen Doppeladlers mit ausgeschlagenen roten Zungen, goldenen Heiligenscheinen um die Köpfe und darüber schwebendem Fürstenhut; der Adler hält mit der rechten Klaue ein blankes Schwert mit goldenem Griff und mit der linken ein goldenes Szepter erfasst.
Kaiser Karl V. hatte dem Adelsgeschlecht Castiglione aufgrund seiner Treue erlaubt Krone und Doppeladler zu tragen.

## Linien

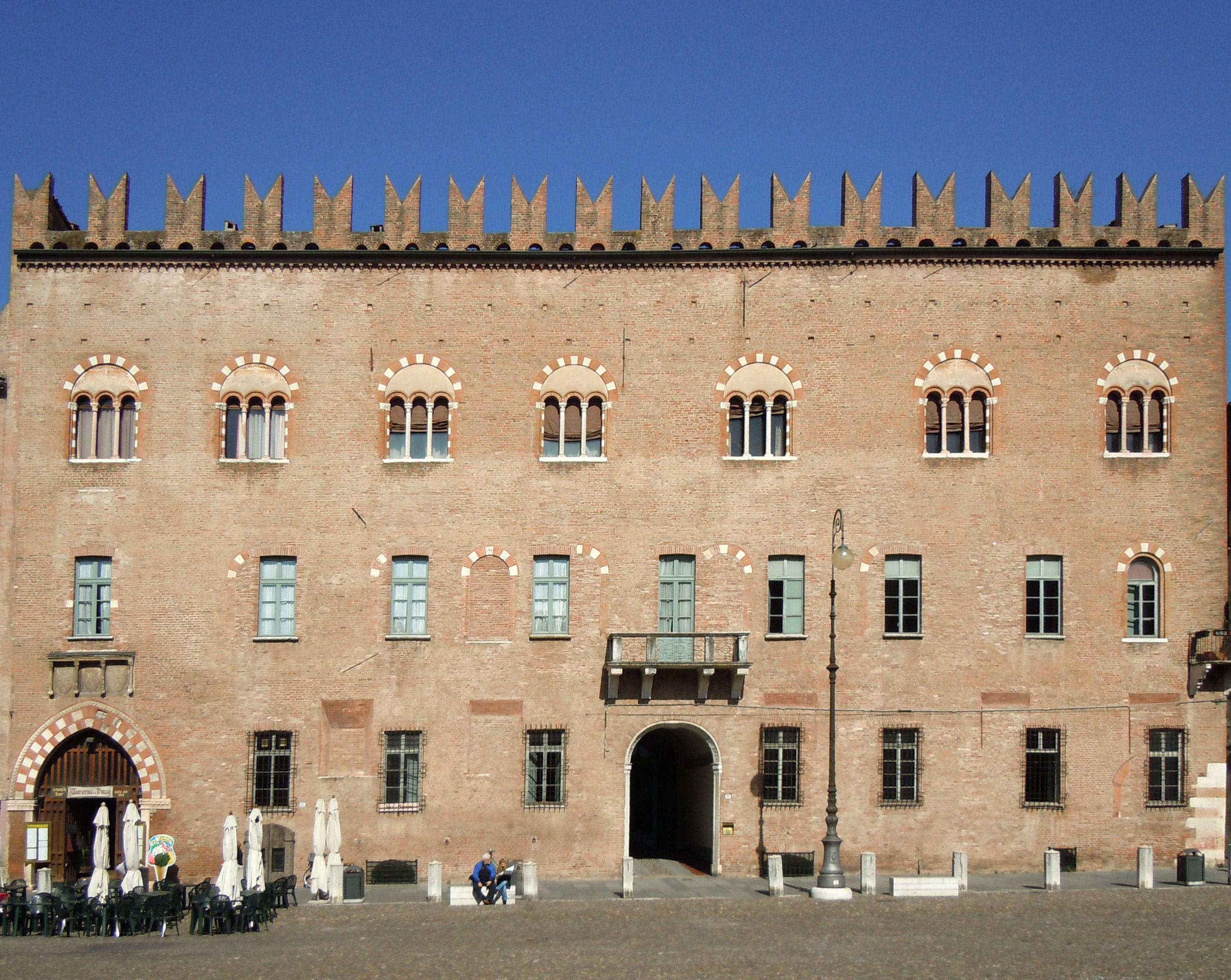
Palazzo Bonacolsi-Castiglioni in Mantua

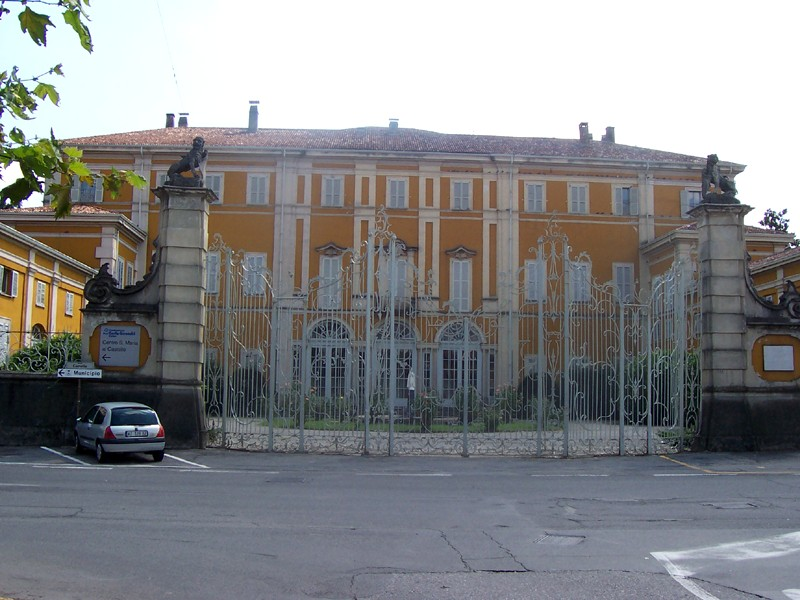
Villa Castiglioni in Pessano

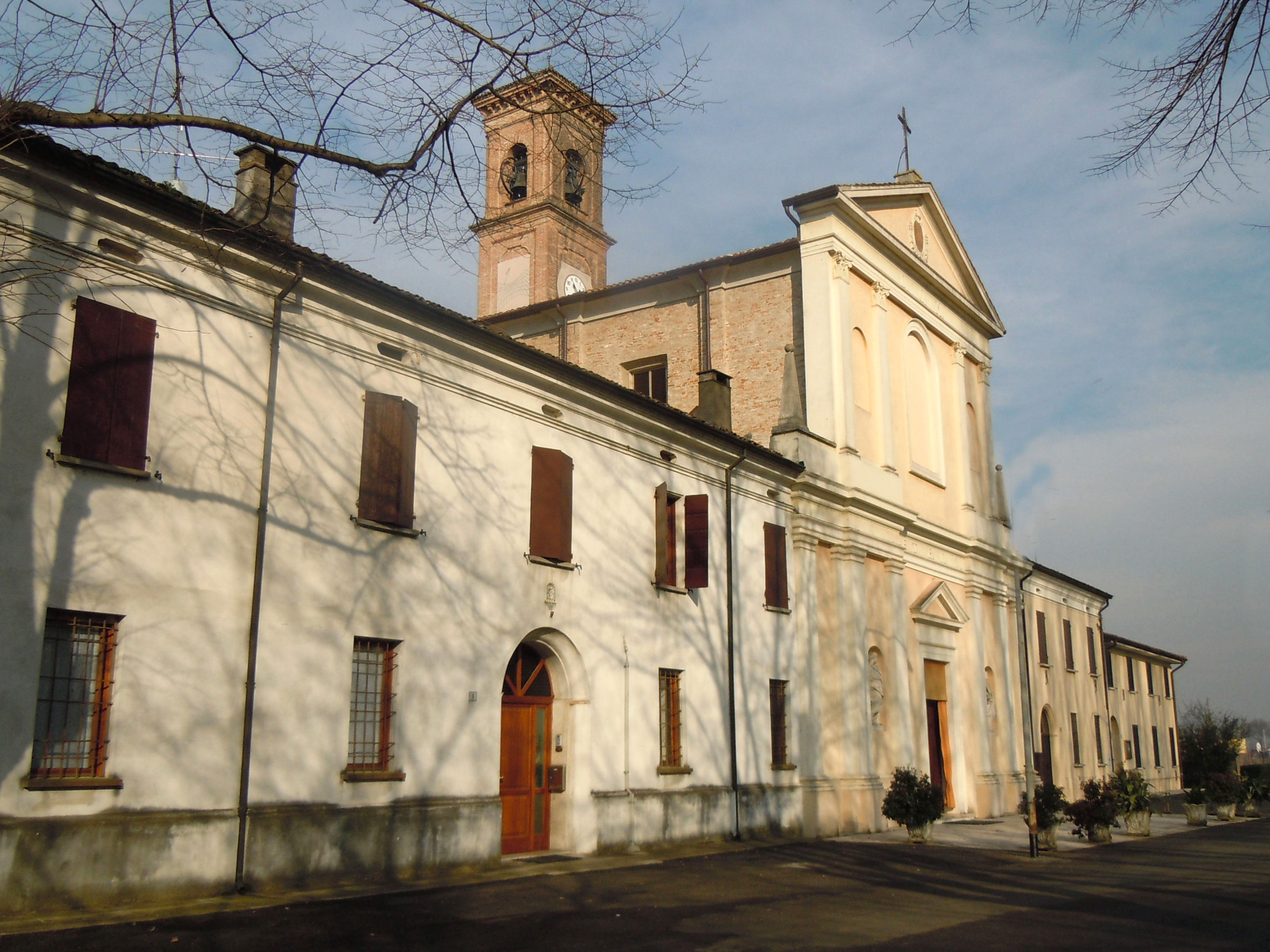
Casatico

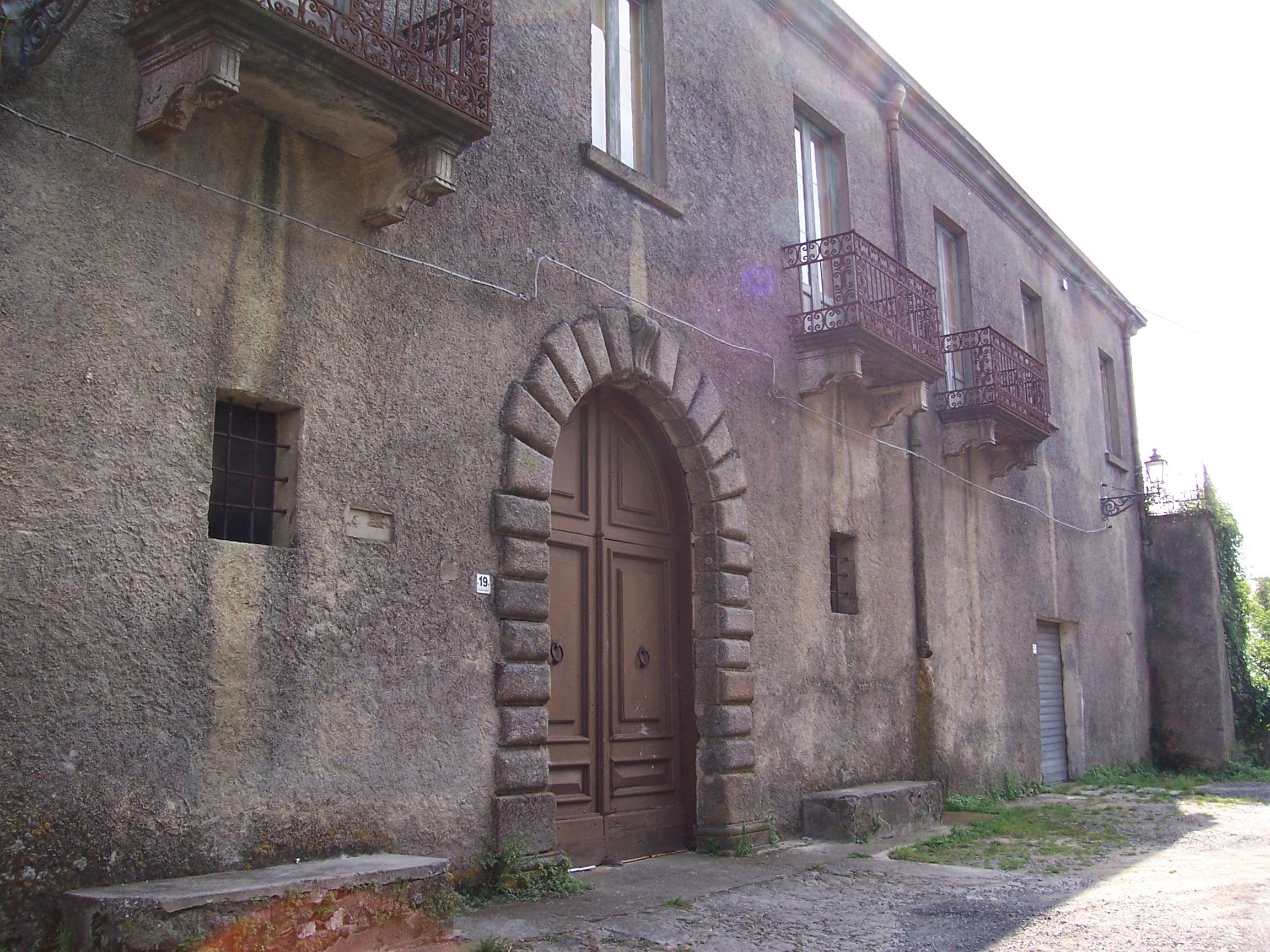
Palazzo des Marchese di Vallelonga

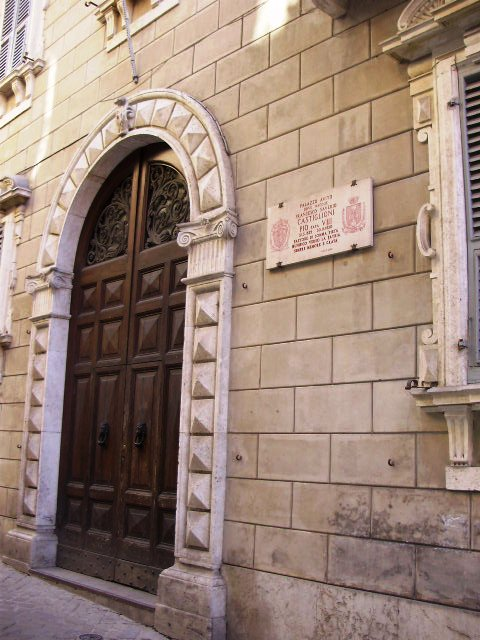
Palazzo Castiglioni in Cingoli

### Linie Venegono
Zweige der Familie:
- die Castiglioni Conti di Venegono;
- die Marchesi e Conti Castiglioni in Mantua;
- die Conti Castiglioni, Signori di Garlasco e di Marano, Patrizier von Mailand;
- die Castiglioni-Stampa, Marchesi di Castiglione, Signori di Pessano, Patrizier von Mailand;
- die Nobile Castiglioni di Lozza,
- die Castiglioni, Marchesi di Botontano in Cingoli;
- andere Linien in Mailand, Cannobio, Varese, Rom, Turin und Magadino.

#### Feudalbesitzungen
Feudalherren von Lonate Ceppino 1417, Villa Bartolomea 1550, Venegono 1545, Candia Lomellina 1517, Abbiate Guazzone 1648, Appiano 1656, Pessano, Borgo S. Donnino, Saronno, Sabio, Haldenstein etc.
- Giacomo de Candia e Castiglione, Baron von Castelfiorito, Candia Canavese.

#### Palazzi und Castelli
- Palazzo Castiglioni in Mailand, erbaut 1901–1904.
- Palazzo Branda in Castiglione Olona, 14.–15. Jahrhundert, Residenz des Kardinals Branda Castiglione.
- Castello di Masnago, in Varese, einst auch „Castello Castiglioni-Mantegazza“ genannt, 12.–15. Jahrhundert, heute Kunstmuseum.
- Corte Castiglioni, in Casatico, früher im Besitz des Schriftstellers Baldassare Castiglione.
- Palazzo Bonacolsi in Mantua, früher im Besitz der Familie Bonacolsi, den einstigen Stadtherren von Mantua bis 1328, heute im Besitz der Castiglioni.
- Palazzo Castiglioni in Cingoli, 16. Jahrhundert, Geburtshaus von Papst Pius VIII., heute noch im Familienbesitz.
- Villa Castiglioni in Pessano.
- Palazzo Vallelonga in Torre del Greco an der Miglio d’oro (deutsch: Goldmeile), früher im Besitz der Marchese di Vallelonga aus der Linie Castiglione Morelli.
- Palazzo del Marchese in Vallelonga, Sitz des Marchese di Vallelonga aus der Linie Castiglione Morelli.

#### Standeserhebungen und Titel
- Reichsgrafen und Pfalzgrafen (Conti palatini), 1417.
- Reichsgrafenstand (primogenitur) Neustadt 2. Mai 1454 (für Franz von Castiglione auf Venegono in der Lombardei);
- mailändische Belehnung mit der Grafschaft Venegono Mailand 6. Juni 1458 (für denselben) [Unterherrschaft im Herzogtum Mailand].
- Graf von Wesprim im Königreich Ungarn, 1412–1424.
- Jean Jacques de Castion (Giovanni Jacopo di Castiglioni) erwarb 1542 die autonome Freiherrschaft Haldenstein. 1544–1548 Erbauer von Schloss Haldenstein.

- Principe di Antiochia (Titular-Fürst von Antiochia)
- Marchese di Poggio Umbricchio
- Marchese di Vallelonga, San Nicola e Nicastrello
- Marchese del Botontano
- Conte di Venegono
- Conti di Germiole
- Conte di Binago
- Barone di Appignano
- Barone d'Elice e Vestea
- Barone di Chiaravalle
- Barone di Gagliato
- Patrizio di Milano
- Patrizio Napoletano
- Patrizio di Penne
- Patrizier von Cingoli und von Cesena
- Patrizier von Rom
- Nobile Patrizio di Cosenza
- Fidalgo della Casa Reale del Portogallo

### Galizische Linie
Johann Graf Castiglioni (1751–1834), k.k. Kämmerer, Ritter des Leopold-Ordens, Gubernialrat und Kreishauptmann in Lemberg, erhielt 1820 das galizische Indigenat. Er war mit Ludovika Freiin Baum von Appelshofen (1761–1834) verheiratet und hinterließ vier Söhne, mit denen diese Linie 1879 erlosch. Diese waren:
1.) August (1786–1861), k.k. Major des Ruhestandes.
2.) Heinrich (1790–1853), k.k. Feldmarschall-Leutnant des Ruhestandes.
3.) Josef (1800–1879), k.k. Feldmarschall-Leutnant des Ruhestandes.
4.) Johann (1804–1871), kk. Feldmarschall-Leutnant des Ruhestandes.

### Österreichische Linie
Kaiser Friedrich III. 1454 dem Franz I. Castiglioni, wegen seines Schlosses in Venegono superiore samt dazugehörigen Gutes, welches er zu einer Grafschaft erhob, den Grafenstand. Herzog Franz Sforza Visconti belehnte denselben 1458 mit genannter Grafschaft.
Von Franz I. Grafen Castiglioni stammen zwei Linien ab:

#### I. ältere österreichische Linie
Sein Sohn Branda I. setzte die ältere Linie fort: Fioramonte I. – Branda II., Fioramonte II. – Franz II. – Karl Ferdinand – Josef Fortunatus, vermählt mit Luzia de Lazari, – Branda V. – Philipp Franz (1712–1784), Juris Consultus und k.k. Hauptmann, vermählt mit Karoline Franconieri – Karl (1741–1811), k.k. Major des Ruhestandes, vermählt 1784 mit Anna Maria Langhammer von Adlersberg, Alois (1788–1844), k.k. General-Auditor-Lieutenant, vermählt mit Theresia Kraus von Ehrenfeld.

#### II. jüngere österreichische Linie
Die II. jüngere Linie beginnt mit Johann Stefan und setzt sich folgendermaßen weiter fort: Johann Baptist – Paul – Branda III. – Don Alfons – Gottfried – Branda IV.

#### Österreichische Adelsbestätigungen
- Lombardischer Grafenstand (primogenitur) 1774 (für Alfonso Castiglione, Patrizier von Mailand);
- Österreichische Bestätigung des italienischen Adels und Grafentitels 1816 (für Alfonso Castiglioni und seine Söhne Ottavio und Teodore);
- Österreichische Bestätigung des Adels 1816 (für Alfonso, Advokaten, Francesco, Domherrn, Gaetano, Priester, Carlo, Hauptmann i.P., und Angelo Castiglioni aus Mailand, Onkel und Neffen);
- Österreichische Grafenstandsbestätigung 1826 (für die Brüder Francesco, Gaetano, Carlo und Angelo Castiglioni in Mailand);
- Österreichische Bestätigung des Grafenstandes in der Eigenschaft eines ausländischen Wien 1848 (für die Kinder des 1844 verstorbenen Generalauditor-Leutnants Aloys Grafen von Castiglione).

### Linie Cingoli
Ein Zweig des Mailänder Adelsgeschlechtes spaltete sich ab und begründete die Linie der Patrizier von Cingoli (Marken) 1600.
Giulio Cesare Castiglioni (1685–1771), Gonfaloniere, Schwager des Kardinals Raniero Simonetti (1747–1749), wurde vom Kaiser zum „Conte Palatino“ erhoben.
Papst Pius VIII., der diesem Zweig angehörte, machte seinen Bruder Filippo (1774–1846) zum „Patrizier von Rom“. Dessen Sohn Gianstefano (1814–1883), Gonfaloniere von Cingoli, wurde 1852 von Papst Pius IX. zum „Marchese del Botontano“ erhoben.
Gianstefanos Schwester Rodegonda Nazzarena (* 1810) heiratete Giovanni Benigni di Appignano, dessen Mutter Isabella Mastai Feretti die Schwester von Papst Pius IX. (1846–1878) gewesen ist.
Gianstefanos Tochter Maria Antonia (* 1854) heiratete den Florentiner Giuseppe Migliorati di San Miniato, aus dessen Familie die Mutter von Papst Benedikt XV. (1914–1922) stammte.
- Patrizier von Cingoli und von Cesena 1600
- Patrizier von Rom 1830
- Marchese di Botontano 1852

### Linie Penne
Ein Zweig des mailändischen Adelsgeschlechtes zog mit Gualtiero Castiglione 1170 in die Stadt Penne in den Abruzzen, wo sie zum Stadtadel zählten (Nobile di Penne).
Auf Bitte von Kaiser Friedrich II. ging im Jahre 1216 der Heilige Franziskus von Assisi nach Penne, um dort einen blutigen Streit zwischen Castiglione und zwei anderen Adelsfamilien zu schlichten.
Von 1232 bis 1240 war Tolomeo, Sohn des Gualtiero, Richter der Abruzzen und Calabria Citra, während sein Bruder Roberto Botschafter war.
Die Nachkommen Agamennone, Melchiorre, Gaspare, Baldassare und Antonello waren alle Mitglieder des Rates am Hof des Ferdinand von Aragon. Sie besaßen die Lehen Elice, Vestea und Castiglione della Valle. Poggio Umbriccio in der heutigen Provinz Teramo gelangte 1506 in den Besitz der Castiglione di Penne.
1644 erfolgte die Aufnahme in den Malteser-Ritterorden und 1710 wurde dem Feudalherren Giovanbattista Castiglione der Titel eines „Marchese di Poggio Umbriccio“ und „Barone di Ramonte“ verliehen.
Der Palazzo der Marchesi Castiglione - De Leone aus dem Jahre 1766 liegt in Penne auf dem Colle Sacro und beherbergt heute das Museo di arte contemporanea di Penne.

### Preußische Linie
Ernst Heinrich Kneschke schreibt in seinem Neuen allgemeinen deutschen Adels-Lexicon: „Castillon, Chatillon, Castillone (in roth ein rechtsgekehrter Löwe, welcher in den Pranken ein weisses Castell hält). Ein ursprünglich aus Italien stammendes Adelsgeschlecht, aus welchem Johann v. Castillon Mitglied der k. preuss. Academie der Wissenschaften war. Der Sohn derselben, Heinrich v. C., war Professor an der Ritteracademie zu Berlin und eins der achtungswerthesten Glieder der franz. Colonie.“ Es kann sein, dass Kneschke sich geirrt hat. Denn Leopold von Zedlitz-Neukirch schrieb in seinem Neuen Preussischen Adels-Lexicon, dass Johann v. Castillon, eigentlich Castillone hieß und aus einer Familie im Languedoc (Frankreich) stammen würde und erwähnt auch ein anderes Wappen. Obwohl Kneschke ihn zitiert, weichen – ohne Begründung – seine Angaben von ihm ab.
Johann Castillon (1704–1791) wurde in Castiglion Fiorentino, Toskana, geboren als Giovanni Francesco Mauro Melchiorre Salvemini da Castiglione. Er entstammte anscheinend dem patrizischen Geschlecht Salvemini, welches sich bis in das 14. Jahrhundert zurückverfolgen lässt. Auch von mütterlicher Seite stammte er aus einem edlen Pisaner Geschlecht (Braccesi). Johann Castillon war ein italienischer Mathematiker, Philosoph und Hochschullehrer. 1758 wurde er Rektor der Universität Utrecht. 1764 ging er nach Berlin, wo er im darauf folgenden Jahr erster Astronom an der königlichen Berliner Sternwarte wurde. Auswärtiges Mitglied an der Preußischen Akademie der Wissenschaften seit 1755, wurde er 1764 ordentliches Mitglied. 1787 avancierte er dort zum Direktor der mathematischen Klasse.
Sein Sohn Frédéric de Castillon (1747–1814) hieß auf Deutsch Friedrich (Adolf Maximilian) Gustav (von) Castillon. Er war ein Naturwissenschaftler und Übersetzer sowie ein führender Freimaurer (Landesgroßmeister). 1787 wurde er zum Professor für Philosophie an der adeligen Militärakademie und Artillerieakademie (später Ritterakademie) in Berlin bestellt. 1786 wurde er als ordentliches Mitglied in die Preußische Akademie der Wissenschaften aufgenommen, 1800 erfolgte die Ernennung zum Direktor der Philosophischen Klasse der Akademie.
Aufgrund des bei Kneschke aufgeführten Wappens würden diese beiden Personen dem Adelsgeschlecht Castiglione angehören oder sie wollten zumindest den Anschein erwecken. Vielleicht liegt nur eine Verwechslung vor.

### Englische Linie
Giovanni Battista Castiglione (1516–1598), aus Mantua, wurde 1544 Italienischlehrer der Königin Elisabeth I. von England, „a Gentleman of the Queen’s Privy Chamber“. Giovanni Battista (John Baptist) erhielt 1565 von Königin Elisabeth I. für treue Kriegsdienste die Güter Benham, Valence und Woodspeare. Er war der Stammvater des englischen Familienzweiges.
Seine Tochter Barbara Castillion (1574–1641) war Ehefrau des Attorney General und Unterhausmitgliedes Sir Laurence Hyde II (1562–1641; Onkel des 1st Earl of Clarendon, des Schwiegervaters von König Jakob II. von England).
Barbaras Schwester Anne (* 1568) war die Ehefrau von Robert Hyde, dem älteren Bruder von Sir Laurence.
Beider Schwager Henry Hyde (1563–1634) wurde der Urgroßvater der beiden Königinnen Maria II. von England (1689–1694) und Anne von Großbritannien (1702–1714).
Sir Francis Castellion (* 1561), der älteste Sohn von Giovanni Battista, war Master of Arts sowie Member of Parliament. Am 11. Mai 1603 wurde er zum Ritter (Knight) geschlagen. Er erbte den Besitz seines Vaters Benham Valence, Berkshire, den er 1630 an Sir William Craven, den 1st Earl of Craven, verkaufte. Benham gelangte 1798 in den Besitz des letzten Markgrafen von Brandenburg-Ansbach, der nach seiner Abdankung 1791 Lady Craven (Witwe des 6th Baron Craven) geheiratet hatte. Am 5. Januar 1806 starb Markgraf Karl Alexander auf Schloss Benham bei Speen in England.

### Linie Morelli
Aufgrund der Parteikämpfe zwischen Ghibellinen und Guelfen wanderte ein Zweig der Familie 1239 von Mailand nach Cosenza (Königreich Neapel) aus, wo sie zum Patriziat gehörten. Seit 1312 führt die Familie den Zunamen „Morelli“ oder auch „Maurelli“ nach einer Heldentat mit einem schwarzen Pferd. „Morello“ ist das italienische Wort für „Rappe“. Konkret handelt es sich um die Pferderasse „Murgese“, die sich bis in die Zeit des Staufer-Kaisers Friedrich II. zurückverfolgen lässt. Nicolo II. Castiglione, Patrizier von Cosenza, unterstützte Robert von Anjou, König von Neapel (1309–1343), bei einem Feldzug und durchquerte dabei mit seinem Rappen den Fluss in beeindruckender Weise, so dass der König ausrief: „Viva, viva il morello!“ Königin Johanna I. von Neapel (1343–1382) verlieh seinem Nachkommen Bernardo Castiglione auch offiziell den Beinamen (cognomen) „Morello“. Martirano erwähnt den Sekretär des Kaisers Karl V. mit den Worten: „Maurelli prius Castileoni dicebantur, sunt qui dicunt a Mantua Ciselpinae Callide urbe oriundas, alii vero Mediolanò.“
Martino Castiglione Morello und sein Bruder besaßen 1442 die Lehen Sculchi und Steffanizzi im Territorium von Casale di Castiglione Consentino. Im Jahre 1560 wurde Giovanni de Castiglione, genannt Giannotto Castiglioni, zwar von Papst Pius IV. zum Großmeister des Lazarus-Ordens ernannt, aber vom König von Frankreich nicht anerkannt.
Seit 1671 sind die Castiglion Morelli Marchesi di Vallelonga (Königreich Neapel, Region Cedolario). „Marchese“ (primogenitur) ist der Titel der Feudalherren von Vallelonga, die Nachgeborenen sind „Nobile“, alle aber führen den Titel „Patrizier von Cosenza“. Auch waren sie Barone von Chiaravalle und Gagliato. Das Adelsgeschlecht war weit verzweigt, so in Messina, in Como, in Genua, in Mantua und in Mailand. Überall gehörten sie dort dem Stadtadel an (Patriziat) und bekleideten höhere geistliche Ämter. 1747 wurde die Baronie Trabonello von dem Zweig zu Messina (Sizilien) durch Kauf erworben.
Sitz der Marchesi Castiglione Morelli war die Villa Vallelonga in Kalabrien, später Chiaravalle. Sommerresidenz der Marchesi de Candia-Castiglione-Morelli di Vallelonga war der Palazzo Vallelonga in Torre del Greco am Fuße des Vesuv (erbaut 1690, 1794 durch ein Erdbeben weitgehend zerstört, 1843 restauriert), der 1982 an die Banca di Credito Popolare di Torre del Greco verkauft wurde. Lelio Castiglione Morelli (1773–1842), Marchese di Vallelonga, Patrizio di Cosenza, heiratete Donna Artemisia Tuttavilla aus dem Hause der Herzöge von Calabritto (1774–1821), die mit vielen Familien des italienischen Hochadels nahe verwandt war.
Am 2. August 1806 wurde im Königreich Neapel der Feudalismus aufgehoben. Aus den Feudalherren wurden Gutsbesitzer. Während des Risorgimento kämpften die Castiglion Morelli auf der Seite Franzʼ II. von Sizilien gegen Garibaldi. 1922 wurde das Adelsgeschlecht in das Libro d’Ora della Nobilitá Italiana eingetragen.

## Bekannte Familienmitglieder

### Weltlich

#### Wissenschaftler, Gelehrte und Schriftsteller

Porträt des Baldassare Castiglione von Raffaelo Sanzio (1514/15)

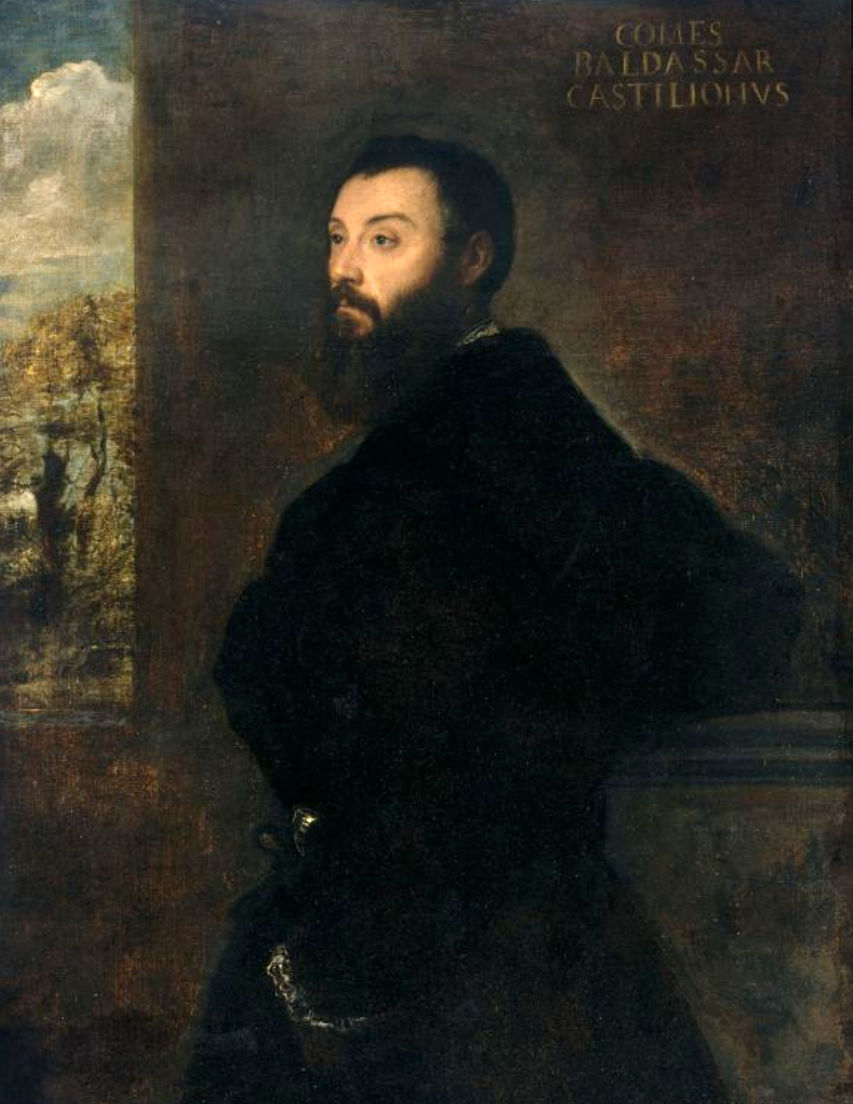
Ritratto di Baldassarre Castiglione von Tizian (1529)

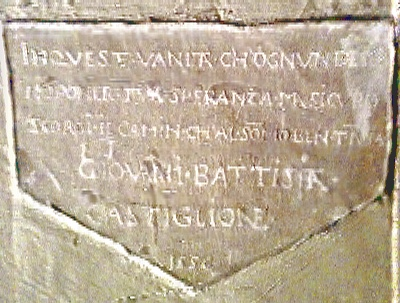
Castigliones Graffiti im Tower von London

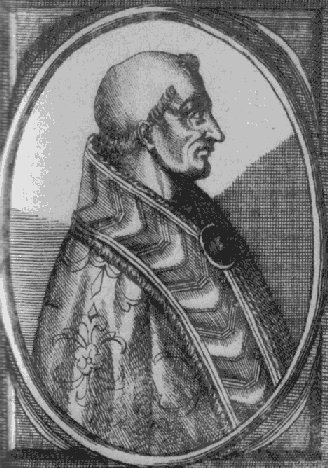
Papst Coelestin IV.

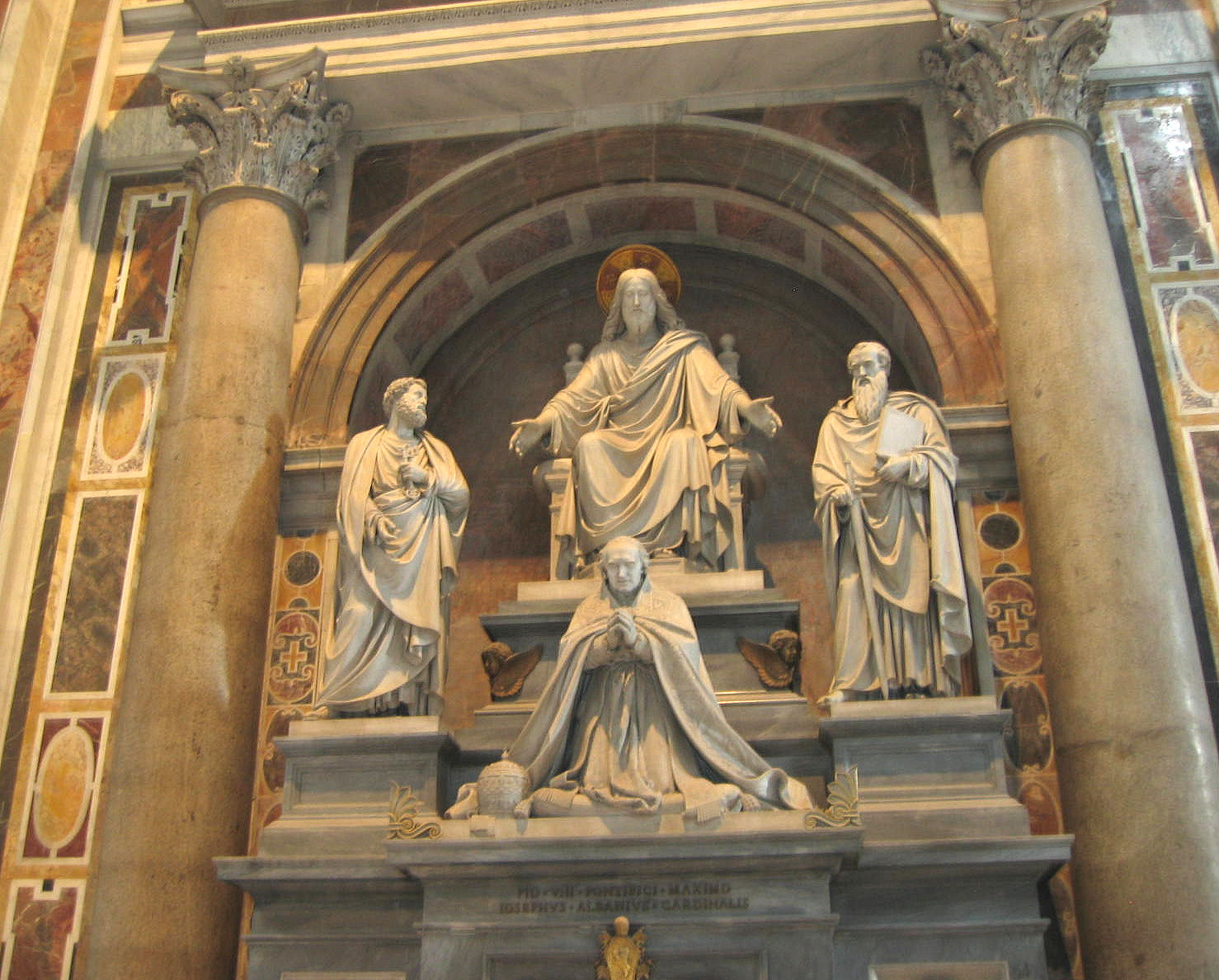
Grabmonument von Papst Pius VIII. im Petersdom

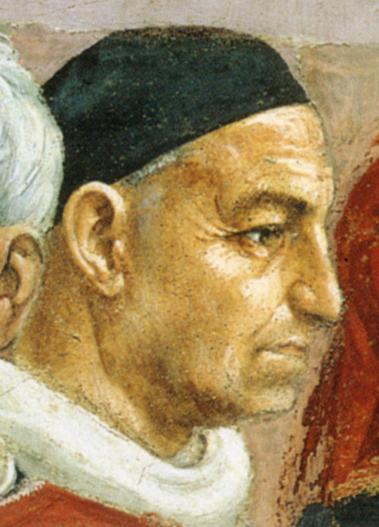
Branda Castiglione

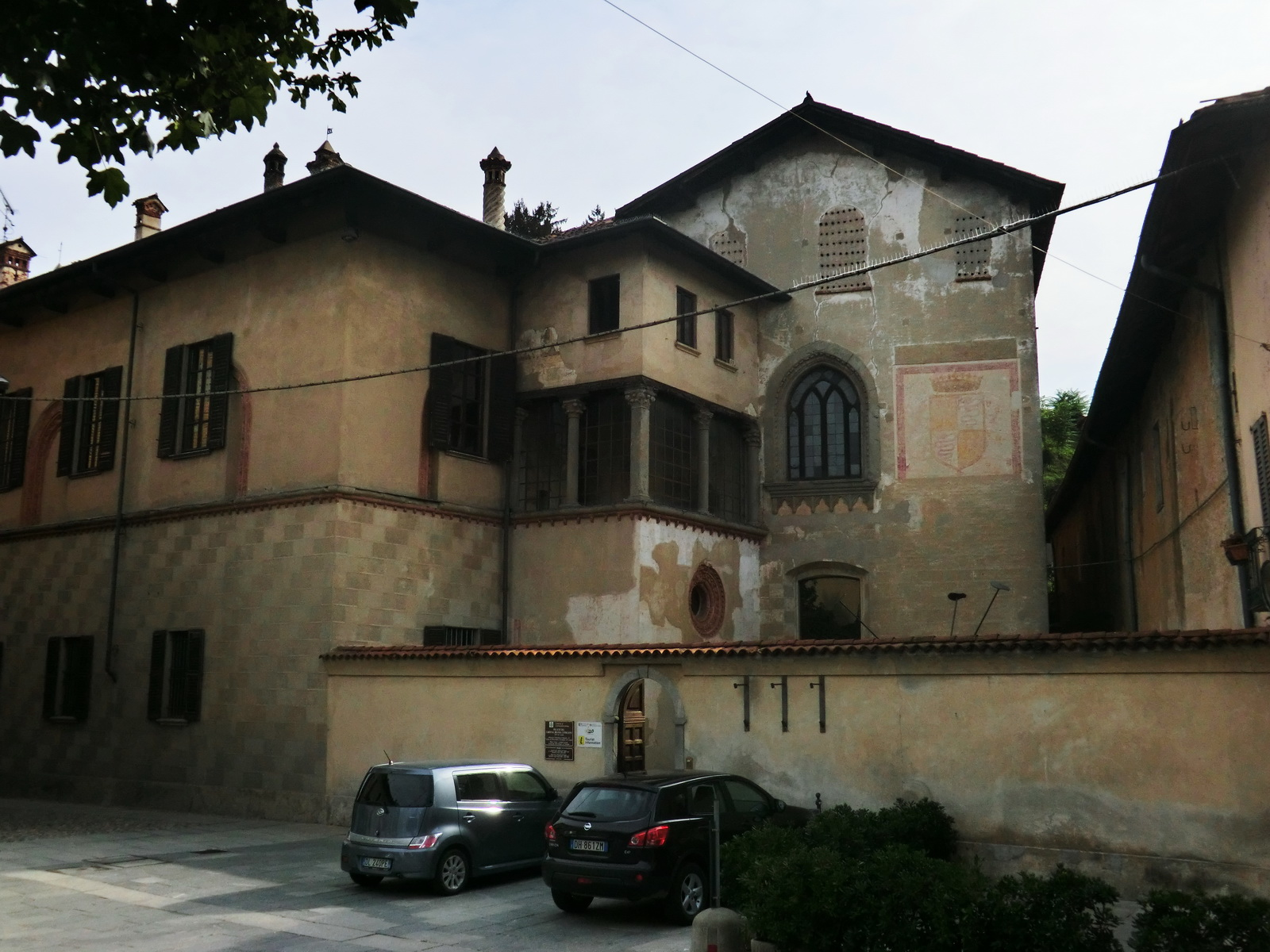
Palazzo des Kardinals Branda Castiglioni in Castiglione Olona

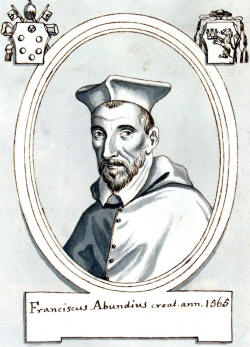
Francesco Abbondio Castiglioni

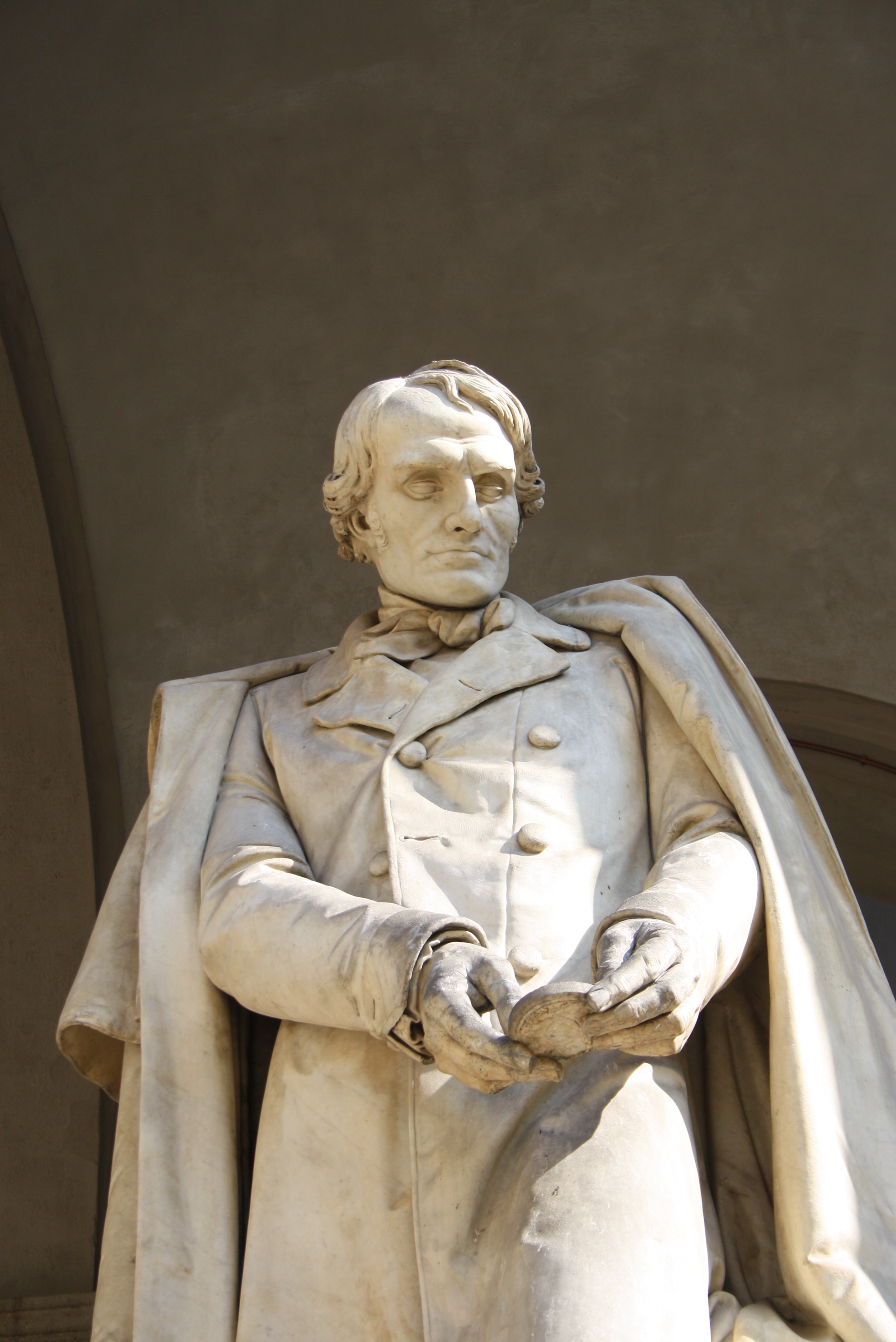
Carlo Ottavio Graf Castiglione, Marmorstatue von Antonio Galli

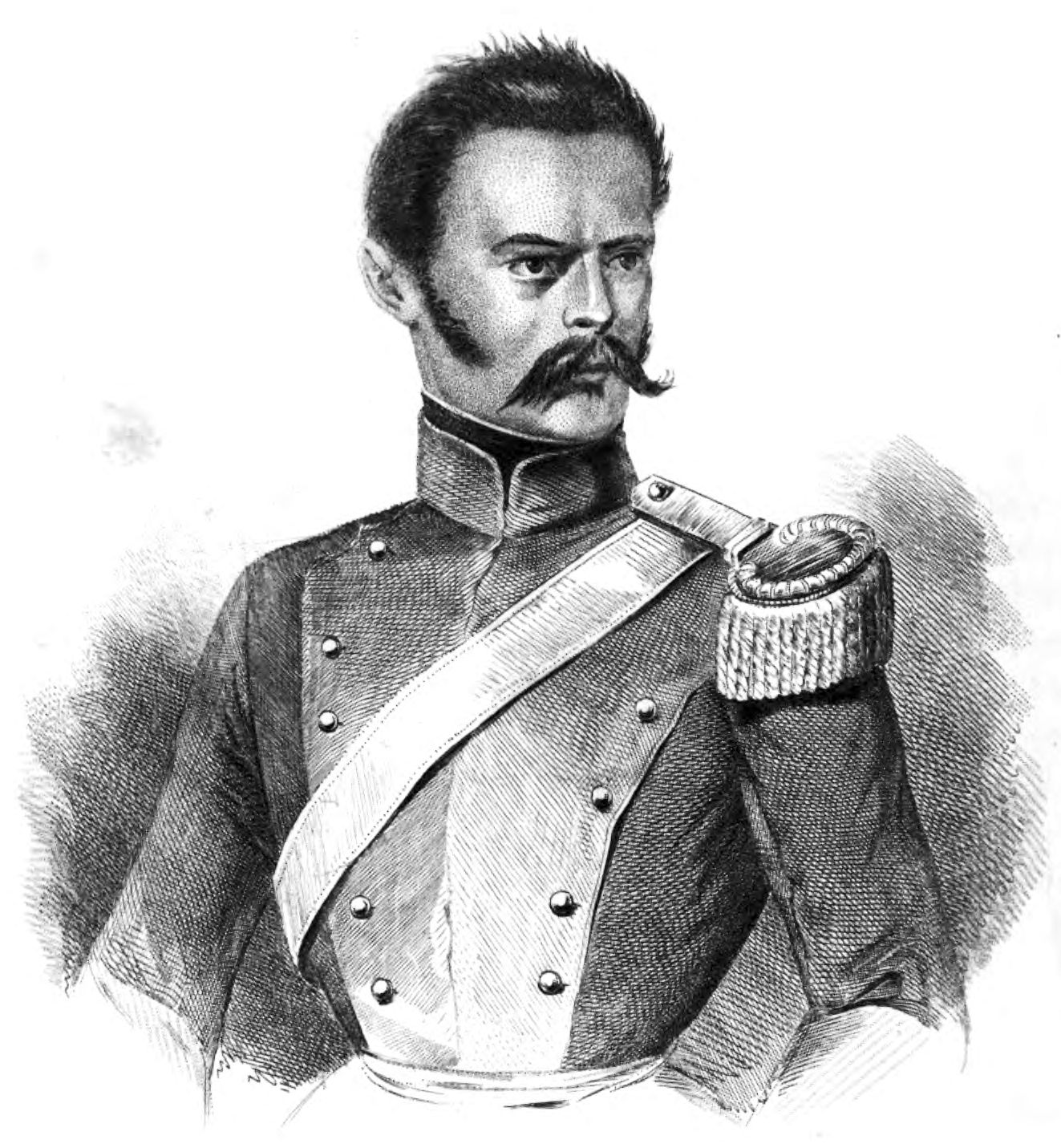
Michele Morelli

- Christofero Castiglione (1345–1425), Rechtslehrer in Pavia, Rat des Herzogs Gian Galeazzo von Mailand; genannt „der 2. Scävola“ und „Princeps subtilitatum“. Er schrieb:  De duello; Repetitiones; Consilia.
- Baldassare Castiglione (1478–1529), Graf von Novilara (bei Pesaro), Höfling, Diplomat und Schriftsteller und Mäzen; er förderte Künstler und Altertumsforscher und organisierte prunkvolle öffentliche Feste und Darbietungen. Er diente dem Herzog von Urbino 1505 als Gesandter bei König Heinrich VII. in England und 1507 bei König Ludwig XII. als Gesandter in Frankreich. 1513 und 1523 war er Gesandter in Rom, erst für Urbino, dann für Mantua. Nach dem Tod seiner Ehefrau schlug er die kirchliche Laufbahn ein. Von Papst Clemens VII. wurde er zum Protonotar ernannt und 1525 als Gesandter (nunzio pontificio) nach Spanien geschickt. Allerdings gelang es Castiglione nicht, die Stadt Rom vor der Plünderung (1527) durch die Landsknechte Karls V. und den Papst vor der Gefangenschaft zu bewahren. So fiel er beim Papst in Ungnade. Karl V. naturalisierte ihn als Spanier und überhäufte ihn mit Ehren, so verschaffte er ihm auch das reiche Bistum Ávila; er starb in Toledo. Die Versöhnung zwischen Kaiser Karl V. und Papst Clemens VII. hat er nicht mehr miterlebt. Sein Hauptwerk Il Libro del Cortegiano, eine in Gesprächsform abgefasste Darstellung des Ideals eines Hofmannes, erstmals 1528 in Venedig gedruckt, gehört mit zu den bedeutendsten Leistungen der italienischen Literatur der Renaissance. Es zeichnet das Idealbild des kultivierten Aristokraten der Renaissance. Das Buch ist ein Klassiker des abendländischen Denkens, es fasst eine lange Tradition zusammen, die ihren Ursprung im höfischen Ritter- und Minneideal hat; der Cortegiano ist eine der Hauptquellen, die uns das Verständnis von Mentalität und Lebensformen des Mittelalters und der Renaissance ermöglicht. Castigliones Lettere (Padua 1769–1771, 2 Bände) geben Einblick in die zeitgenössischen Ereignisse. Er wurde 1514/15 von Raffael und 1529 von Tizian gemalt.
- Sabba da Castiglione (1480–1554), Dominikaner, Schriftsteller, Humanist; Werke: Il lamento pietoso del disgraziato Glonico pastore d'amore e di Delia crudele da lui sommamente amata, Venezia, 1528, Consolatoria, Bologna, 1529, Ricordi, Venezia, 1554; Bruder von Baldassare.
- Giovanni Battista Castiglione (1516–1598)
- Valeriano Castiglione (1593–1663), Abt, Schriftsteller. Werke: Lo Statista regnante (1626), Relatione di Monviso et dell'origine di fiume Po (1627).
- Carlo Ottavio Graf Castiglioni (1795–1849), Archäologe, Numismatiker und Philologe, gab die Ulfilas-Bibel und die Briefe des Paulus heraus. Er lieferte wertvolle Beiträge zur orientalischen Münzkunde und Altertumsforschung. In Deutschland wurde er durch die Herausgabe von Bruchstücken der Wulfilabibel bekannt. Werke: Monete cufiche dell' Museo di Milano, Mailand 1819; Mémoire géographique et numismatique sur la partie orientale de la Barberie appelée Afrikia, 1826.

#### Generäle und Politiker
- Baldassarre Castiglione (1414–1478), Condottiere in den Dienst der Visconti und dann der Gonzaga, Collateral und Generalkommissar der Gastgeber Sforza; er in Mantua ließ sich mit den Nachkommen.
- Cristoforo Castiglione (Castiglioni) (1459–1499), Condottiere im Dienste der Häuser Visconti und später Gonzaga, Teilnehmer an der Schlacht bei Fornovo 1495.
- Camillo Castiglione (1517–1598), 1582 Gouverneur der Markgrafschaft Montferrat Gebieter von Casatico.
- Cristoforo Castiglione (?–1605), 1597 im Kampf gegen die Osmanen in Ungarn, Botschafter des Herzogs von Mantua in Venedig und Spanien, 1602 Gouverneur der Markgrafschaft Montferrat.
- Baldassarre Castiglione (?–1703), Majordomus der Herzogin von Mantua Anna Isabella Gonzaga, 1670 Botschafter des Herzogs von Mantua in Polen, Gouverneur des Herzogtums Guastella, Ritter des Orden des Erlösers.
- Onorato Castiglione (?–1763), Generalkommissar der Grenzen des Herzogtums Mantua.
- Eudemio Castiglione (1713–1773), Conte Palatino, Patrizier von Mailand, Sohn des 3. Marchese di Castiglione, Signore di Pessano e Patrizio Milanese; Ritter des Malteserordens 1727, österreichischer Oberst 1745, Kaiserlicher Kammerherr 1750, Generalfeldwachtmeister (12. Juni 1753), Mitglied des Geheimen Staatsrates 1768. Verheiratet mit der Gräfin Klára Esterházy de Galántha (1728–1795).
- Joseph Graf Castiglione (1800–1879), k.k. Feldmarschall-Leutnant. Seine Ehefrau Barbara Probst (1835–1868) wurde 1858 von Friedrich von Amerling gemalt. 1856 trat sie als Schauspielerin im Wiener Carltheater unter Nestroy auf.

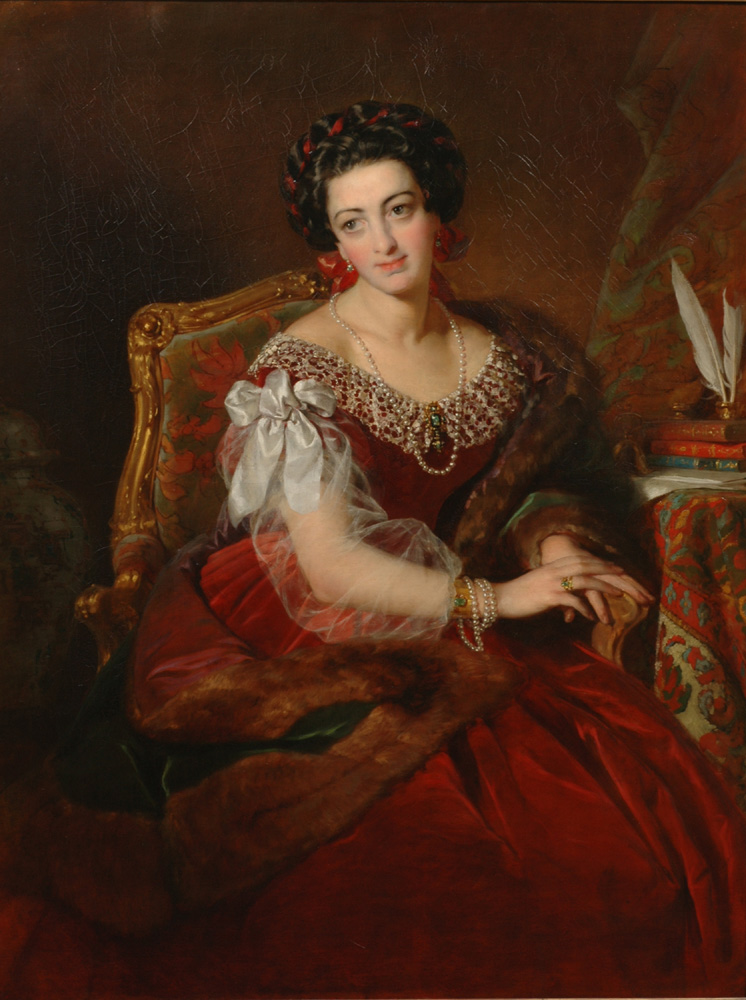
Barbara Gräfin von Castiglione (1858)

- Johann Graf Castiglione (1804–1871), trat 1819 als Kadett beim Tiroler Jägerregiment in das Heer ein, machte die Feldzüge 1821 in Neapel, 1831 in der Romagna sowie 1848/49 und 1859 in Oberitalien mit, wo er sich bei Curtatone, Goito, Sona und Sommacampagna auszeichnete, 1855 Generalmajor und Brigadier, 1858–1865 Oberkommandant der Landesverteidigung in Tirol und Vorarlberg, 1864 Feldmarschall-Leutnant, 1861–1871 zweiter Inhaber des Tiroler Jägerregiments („Tiroler Kaiserjäger“), Ehrenbürger der Städte Bozen und Meran.
- Heinrich Graf Castiglioni (1790–1853), 1836 Generalmajor in Ungarn, 1845 Feldmarschall-Leutnant in Siebenbürgen, 1846 Militär-Oberkommandant in Krakau, zeichnete sich 1848 in Krakau bei der Niederschlagung des polnischen Aufstandes aus, 1848 Militär-Distriktkommandant in Ödenburg.
- José Pablo Martínez del Rio-Castiglione (1809–1882), mexikanischer Adeliger italienischer Abstammung, Sprecher der Delegation, die 1864 Erzherzog Maximilian von Österreich die mexikanische Kaiserkrone anbot. Kaiser Maximilian I. von Mexiko ernannte ihn daraufhin zum Kaiserlich mexikanischen Botschafter im Osmanischen Reich. Nach Sturz und Hinrichtung des Kaisers enteignete Benito Juárez den 60 km² großen Landbesitz der Familie Martinez del Rio im nördlichen Mexiko. Die älteste Tochter von José Pablo Martínez del Rio-Castiglione, María de los Dolores Martínez del Río Pedemonte, war verheiratet mit Don Giuseppe de Castiglione, 8. Marchese di Castiglione e Signore di Pessano.
- Baldassarre Castiglioni (1851–1938), Marchese und Conte, Advokat und liberaldemokratischer Politiker aus Brescia, 1897–1909 Abgeordneter der Deputiertenkammer des Königreiches Italien, 1911 vom König zum Senator auf Lebenszeit ernannt.
- Lazzaro Maurizio De Castiglione (1888–1962), italienischer Generalleutnant. Im Ersten Weltkrieg kämpfte er als Leutnant in einem Alpenjäger-Regiment u. a. am Tonale-Pass. Im Zweiten Weltkrieg war er 1942/1943 Kommandeur der 5. Alpinidivision „Pusteria“ (Einsatz in Südfrankreich), 1951/52 Oberbefehlshaber der alliierten Landstreitkräfte in Südosteuropa.

### Geistlich

#### Päpste
- Goffredo da Castiglione († 1241), Papst Coelestin IV.
- Francesco Saverio Castiglioni (1761–1830), Papst Pius VIII.

#### Kardinäle, Erzbischöfe und Bischöfe
- St. Honoratus, Erzbischof von Mailand 567–572. Sein Gedenktag ist der 8. Februar.
- Tachimpaldo, Bischof von Bergamo 797–814.
- San Bono, Erzbischof von Mailand 818–822.
- Arnolfo II da Arsago, Erzbischof von Mailand 998–1018, aus der Familie der Herren von Arsago Seprio.
- Landolfo, Bischof von Brescia 1002–1030.
- Gotifredo da Castiglione, Erzbischof von Mailand 1072–1075.
- Tebaldo da Castiglione, Erzbischof von Mailand 1076–1085. Im Investiturstreit trat dieser auf die Seite des Kaisers und des von ihm eingesetzten Gegenpapstes.
- Branda Castiglioni (1350–1443), Professor des Kirchenrechts an der Universität Pavia, 1404–1408 Bischof von Piacenza, 1409 Teilnehmer am Konzil von Pisa, 1410–1414 Gesandter von Papst Johannes XXIII. bei König Sigismund, seit 1411 Kardinalpriester von San Clemente, 1412–1424 Bischof und Graf von Veszprém (Weißenbrunn/Ungarn), 1417 Teilnehmer am Konzil von Konstanz, 1421–1425 Legat in den Kriegszügen gegen die Hussiten; 1421 zum Reformator generalis für ganz Deutschland ernannt; 1432–1434 Teilnehmer am Konzil von Basel. Rege Bautätigkeit in seiner Heimatstadt Castiglione Olona (Provinz Varese). 1429 Gründung des Kollegs für mittellose Studenten Collegio Castiglioni-Brugnatelli in Pavia.
- Zanone Castiglioni († 1459), 1424 Bischof von Lisieux, 1434 Bischof von Bayeux.
- Branda Castiglioni (1415–1487), 1466 Bischof von Como.
- Giovanni Castiglioni (1420–1460), 1444 Bischof von Coutances, 1454 Bischof von Pavia, 1456 Kardinal.
- Giovanni Giacomo Castiglioni († 1513), 1493–1513 Erzbischof von Bari.
- Giannotto Castiglioni († 1571), Großmeister des Lazarus-Ordens.
- Francesco Abbondio Castiglioni (1523–1568), 1562 Bischof von Bobbio, 1562/63 Teilnehmer am Konzil von Trient, 1566 Kardinal.
- Gian Lorenzo Castiglioni († 1682), 1662 Bischof von Anagni, 1680 Bischof von Acquapendente.
- Giovanni Castiglione (1742–1815), 1801 Kardinal, 1804 Teilnahme an der Krönung von Kaiser Napoleon I., 1808 Bischof von Osimo und Cingoli.
- Gaetano Bacile di Castiglione (1844–1931), 1880 Bischof von Castellaneta, 1886 resigniert, 1886 Titularbischof von Leuce.

### Frauen
Die Sängerin Josephine Baroni von Cavalcabò geb. Gräfin von Castiglioni (1788–1860) aus Lemberg, Ehefrau des 23 Jahre älteren Hauptregierungsrats Ludwig Cajetan Baroni von Cavalcabò, war fast 25 Jahre lang die sehr enge Freundin (höchstwahrscheinlich auch die Geliebte) und Alleinerbin von Mozarts Sohn Franz Xaver Wolfgang Mozart -„Wolfgang Amadeus Mozart Sohn“ - (1791–1844). Dem Wunsch des Verstorbenen gemäß übergab Josephine von Baroni-Cavalcabò Teile des Nachlasses dem Mozarteum in Salzburg, insgesamt 230 Stücke. Ihrer Tochter – und Schülerin von Mozart iunior – Julie Weber von Webenau geb. Baroni von Cavalcabò (* 16. Oktober 1813 in Lemberg; † 2. Juli 1887 in Graz) widmete Robert Schumann seine Humoreske B-Dur op. 20 (1838/39). Über eine höchst wahrscheinliche Liebesbeziehung zwischen Franz Xaver Mozart und Josephine Baroni von Cavalcabò sowie über eine mögliche Vaterschaft des jüngsten Mozart-Sohns – Julie von Baroni-Cavalcabò wäre dann eine Enkelin von Wolfgang Amadeus Mozart – wurde in der Literatur schon häufiger spekuliert, ohne dies allerdings genauer zu belegen.
Tatsache ist: Seit 1813 ging Franz Xaver Mozart in Lemberg, wo er sich 1807 niedergelassen hatte, im Haus des Gubernialrates von Baroni-Cavalcabò ein und aus. Nach der Rückkehr von seiner großen, 1819 begonnenen und drei Jahre dauernden Konzertreise durch Europa gab er der Tochter des Hauses, Julie (1813–1887), Klavier- und Kompositionsunterricht. Obgleich Mozart, wie er dezidiert äußerte, den Kompositionen von Frauen nichts abgewinnen konnte, setzte er sich doch für die Werke seiner Schülerin sehr ein.
Über Josephine ist wenig bekannt. Da sie aus Lemberg stammt und es dort nur einen einzigen Familienzweig gab, müsste sie die Tochter von Johann Graf Castiglioni, Gubernialrat und Kreishauptmann in Lemberg, gewesen sein. Graf Johann erhielt 1820 das galizische Indigenat und war mit Ludovika Freiin Baum von Appelshofen (1761–1834) verheiratet. Damit wäre Josephine die Schwester der drei österreichischen k.k. Feldmarschall-Leutnante Heinrich, Josef und Johann Graf Castiglioni sowie des Majors August Graf Castiglioni (1786–1861).

### Angehörige der Linie Castiglion(e, -i) Morelli (oder Maurelli)

#### Geistlich
- Filippo Castiglion Morelli, Erzbischof von Reggio Calabria, 1354–1364;
- Alfonso Castiglion Morelli (1597–1649), Erzbischof von Cosenza, 1643–1649;
- Diego Castiglione Morelli (1610–1680), Bischof von Bistum Mileto 26. Juni 1661–17. Mai 1680; Bruder des ersten Marchese von Vallelonga.
- Domenico Morelli (1714–1804), Bischof von Strongoli, 1748–1792.
- Vincenzo Maria Morelli (1741–1822), Erzbischof von Otranto 1792–1822. Papst Franziskus erkannte ihm am 11. Dezember 2019 den heroischen Tugendgrad zu.[3]

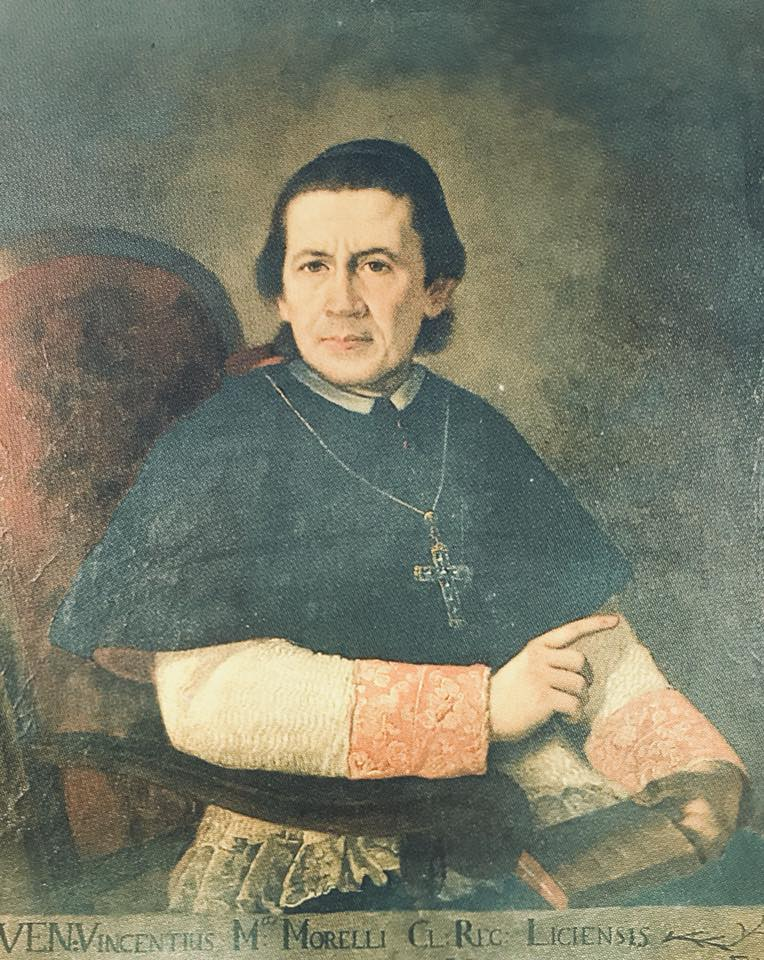
Vincenzo Maria Morelli - Arcivescovo di Otranto

#### Weltlich
- Antonio, Botschafter beim König Alfonso von Aragon 1448;
- Bernardino, Teilnehmer an den Feldzügen in Flandern und der Lombardei, erhielt 1536 von Kaiser Karl V. das Privileg, seinem Wappen den Reichsadler hinzuzufügen.
- Giovanni Vittorio, Malteserritter und Kapitän einer Galeere 1559;
- Lelio Castiglione Morelli (1612–1694), erster Marchese di Vallelonga 1671;
- Michele Morelli (1790–1822), aus Nola, Kavallerie-Leutnant, Freiheitsheld und Patriot, 1822 hingerichtet.
- Francesco Castiglione Morelli, Präsident des Rechnungshofes (Corte die Conti) der Republik Italien um 2005.
- Raffaele Morelli (* 1948), Psychiater, Psychotherapeut und Schriftsteller, Vizepräsident der SIMP (Società Italiana di Medicina Psicosomatica).
- Francesco Castiglione Morelli (* 1963), Designer.

#### Zugehörigkeit fraglich
- Lelio Morelli († 1609), 1586 Bischof von Capaccio.
- Domenico Morelli (1642–1716), 1688 Bischof von Lucera.

## Namensähnliche, die nicht dem Adelsgeschlecht Castiglione angehörten
- Charles Pierre François Augereau (* 21. Oktober 1757 in St. Marceau (Paris); † 12. Juni 1816 in La Houssaye-en-Brie, Dépt. Seine-et-Marne), Duc de Castiglione. Er wurde von Napoleon I. zum Duc de Castiglione geadelt, weil er als General am französischen Sieg in der Schlacht von Castiglione in der Nähe des Ortes Castiglione delle Stiviere am 5. August 1796 wesentlich mitgewirkt hatte.
- Virginia Oldoini (1837–1899), genauer: Virginia Elisabetta Luisa Carlotta Antonietta Teresa Maria Oldoini Verasis Asinari, Contessa di Costigliole d’Asti e Castiglione Tinella (Provinz Cuneo, Piemont). Sie war die Ehefrau des Grafen eines anderen Ortes Castiglione im Piemont.

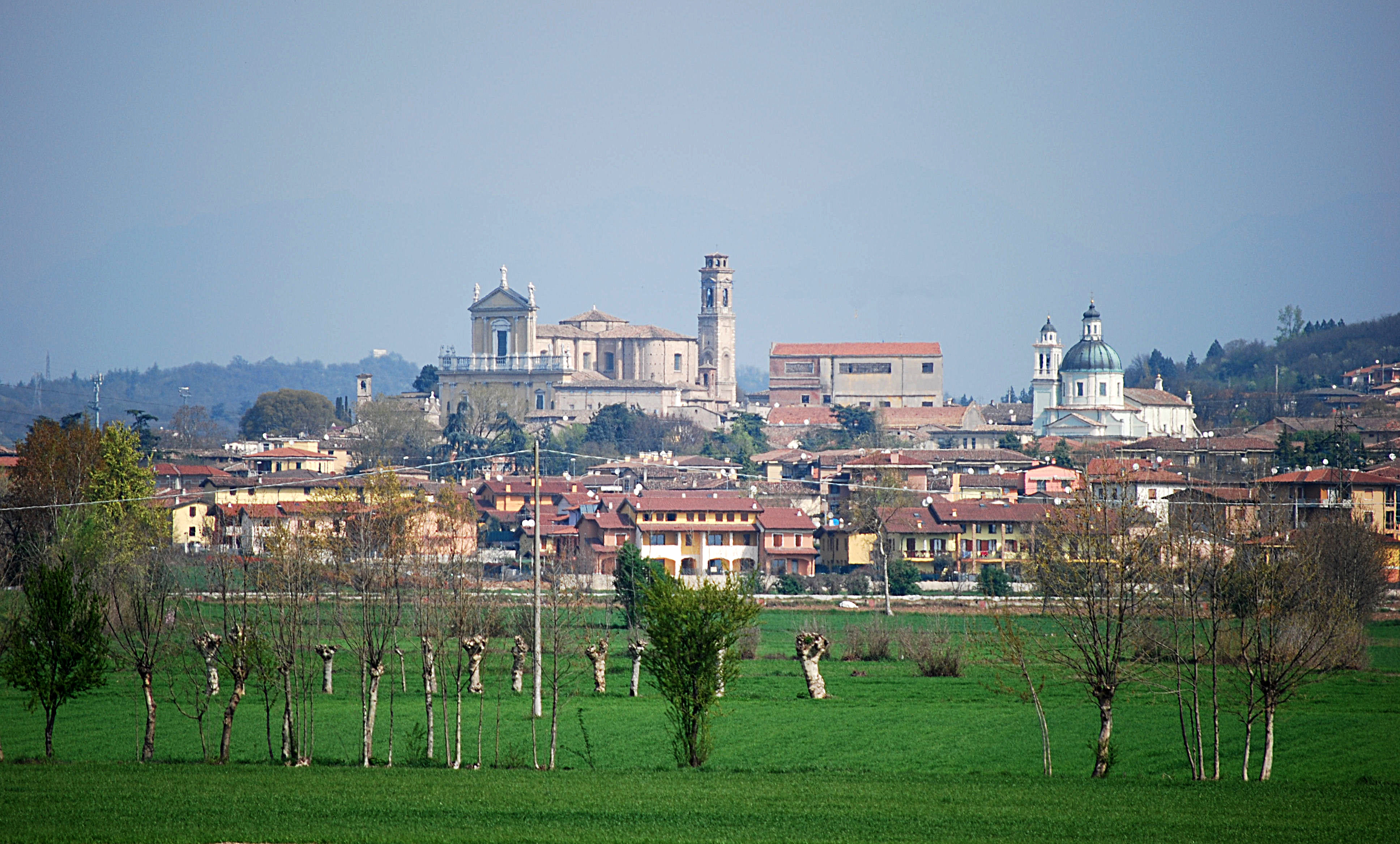
Castiglione delle Stiviere

- Markgrafen und Fürsten von Castiglione aus dem Hause Gonzaga. Diese Nebenlinie des Hauses Gonzaga stellte reichsunmittelbare Markgrafen und Fürsten, die in Castiglione delle Stiviere residierten (1511–1707). Zwischen den Gonzaga und dem Adelsgeschlecht Castiglione gab es mehrere Heiraten. So war die Mutter des Schriftstellers Baldassare eine geborene Gonzaga.
- Im Kirchenstaat gab es von 1563 bis 1647 eine Markgrafschaft Castiglione (marchesato di Castiglione del Lago). Hauptort war Castiglione del Lago am Trasimenischen See. Papst Julius III. vermachte Castiglione del Lago im Jahr 1550 seiner Schwester Giacoma del Monte, der Mutter des Ascanio della Corgna (1514–1571), dem 1563 der Titel des Marchese von Castiglione del Lago und Chiusi verliehen wurde. Im Jahr 1617 zum Herzogtum erhoben, wurde Castiglione mit den zugehörigen Gebieten dem Kirchenstaat unterstellt.

## Sonstiges
Politian lautet der Titel eines von Edgar Allan Poe 1835 begonnenen Theaterstücks, das er nie fertigstellte. Es war sein einziger Versuch auf dramatischem Gebiet. Der Mode der Zeit nachgebend, verlegte er die Handlung in ein zeitlos vergangenes Italien, dort nach Venedig, hier nach Rom, und verwandelte die beteiligten Bürger Kentuckys in Adlige, so wurde aus Solomon P. Sharp Castiglione, Sohn des Herzogs Ferrante von Broglio. Den Namen Castiglione entnimmt Poe der Geschichte der Renaissance: Baldassare Castiglione war der Verfasser des berühmten Cortegiano. Solomon P. Sharp (1787–1825) war amerikanischer Oberst der Miliz und vertrat zwischen 1813 und 1817 den Bundesstaat Kentucky im Repräsentantenhaus der Vereinigten Staaten. Zwischen 1820 und 1824 amtierte er als Attorney General von Kentucky. Am 7. November 1825 fiel er dort einem Mordanschlag zum Opfer. Der Täter, Jereboam Beauchamp, wurde verhaftet und am 7. Juli 1826 hingerichtet. Der Mörder wollte seiner späteren Aussage nach mit seiner Tat die Ehre seiner Frau verteidigen. Bekannt wurde dieses Verbrechen als Beauchamp-Sharp-Tragödie. Über den Mord, die Umstände der Tat und den Prozess wurde vielfach in den amerikanischen Medien berichtet. Die tragische Liebesgeschichte, die mit dem Tod beider Eheleute endete, sowie die politischen Hintergründe gaben reichlich Anlass zu Spekulationen. Poe zeichnet das Bild einer jungen und schönen Frau, deren Ehre durch die Verführung des Herzogssohnes Castiglione beschmutzt wird. Der britische Earl of Leicester verliebt sich in die Gefallene und tritt in einem Duell in den Straßen von Rom gegen den Verführer an. Der jedoch lacht ihn aus und geht. An dieser Stelle bricht das Stück ab. Poe hat nie den Versuch einer Fertigstellung gemacht, und auch einige im Nachlass gefundene Szenen geben keinen Fingerzeig, wie er sich die Fortführung vorgestellt haben könnte.